# Provincia de Soria
Soria es una provincia del norte de España, ubicada en el extremo oriental de la comunidad autónoma de Castilla y León.
Soria es, con diferencia, la provincia española menos poblada, con una densidad de 8,74 habitantes/km²: una de las menores de la Unión Europea. La población de la provincia es de 90 073 habitantes (INE 2024). El 44,64 % (39 450) en 2022 vivían en la capital, Soria. Tiene, además, una de las poblaciones más envejecidas de Europa: el 6 % de sus habitantes son mayores de 85 años.
La provincia tiene más de 500 núcleos de población, agrupados en 183 municipios, de los cuales más de la mitad (116) son localidades de menos de 100 pobladores. Únicamente once de ellos tienen más de 1000 habitantes y solo Almazán, El Burgo de Osma y Soria capital superan los 5000 habitantes.
La altitud media, de 1025 metros, y las sierras situadas al norte de la provincia condicionan el clima. Al este y sur hay comarcas pertenecientes a la cuenca del Ebro, en el afluente río Jalón; en el norte y el noreste también hay zonas que desaguan en el Ebro, las cuencas de los ríos Queiles, Alhama y Cidacos. La mayor parte de la provincia forma la cabecera de la cuenca del Duero.
Se distinguen varias comarcas: la Tierra de Ágreda, con capital en Ágreda, al este lindando con Aragón y presidida por el Moncayo; la Meseta Soriana; tierra de cereales y remolacha en el Valle del Duero; en el límite con la provincia de Burgos, Pinares, donde se ubican los Picos de Urbión, lugar de nacimiento del Duero y la mítica Laguna Negra que sirvió de inspiración a Antonio Machado para su poema La tierra de Alvar González; Tierras Altas, al nordeste, zona pobre y escabrosa pero con importantes recursos de icnitas; y las comarcas meridionales de Soria, cerealistas y con riqueza de ganado lanar, que lindan con las provincias de Segovia y Guadalajara.
El 23 de julio de 2008 se convirtió en la primera provincia en inaugurar el encendido digital integrado en el Plan de Actuación Específico para Soria (PAES). Realmente solo se procedió a desconectar las emisiones nacionales analógicas de los emisores de la capital y una tercera parte de la provincia.

## Toponimia
Como es común en la mayor parte de España, la provincia toma su nombre de su capital, la ciudad de Soria. Tiene etimología incierta, posiblemente relacionada con la del río Duero. En febrero de 1922, Pelayo Artigas, realiza una propuesta para cambiar el nombre de la provincia por el de Numancia, reservando el de Soria solo para la capital, iniciativa que fue respaldada por todas las instituciones y personalidades sorianas, así como por la prensa local. Todos ellos abogaron por una identificación de Soria con Numancia ya que existía una relación entre el olvido de la ciudad heroica y la marginación y olvido de la provincia de Soria. La división de opiniones provocó que parte de la opinión pública soriana variase su pensamiento acerca de la necesidad de identificar Soria con Numancia, entendiendo que no era necesario para lograr que la provincia de Soria saliese de su situación de olvido, abandono y depresión.

## Geografía
Su superficie es de 10 306,42 km² y está situada en el extremo oriental de la comunidad autónoma de Castilla y León. Limita con la comunidad autónoma de La Rioja y con las provincias de Zaragoza (Aragón), Guadalajara (Castilla-La Mancha), Segovia y Burgos (Castilla y León).
| Noroeste: Burgos  | Norte: La Rioja  | Noreste: La Rioja    |
| Oeste: Burgos     |                  | Este: Zaragoza       |
| Suroeste: Segovia | Sur: Guadalajara | Sureste: Guadalajara |

### Recursos del subsuelo
En los pueblos de Villarijo y Yanguas, al norte de la provincia de Soria, funcionaban dos modestos balnearios. En Santa Cruz de Yanguas se elaboraba carbón.
Se ha explotado el hierro de la sierra del Moncayo desde época romana y hasta la década de 1970 existían minas en Ólvega de las que se extraía este mineral.
Hay yacimientos de minerales de uranio en rocas sedimentarias de las localidades de Abejar y Cabrejas del Pinar.

### Espacios naturales protegidos

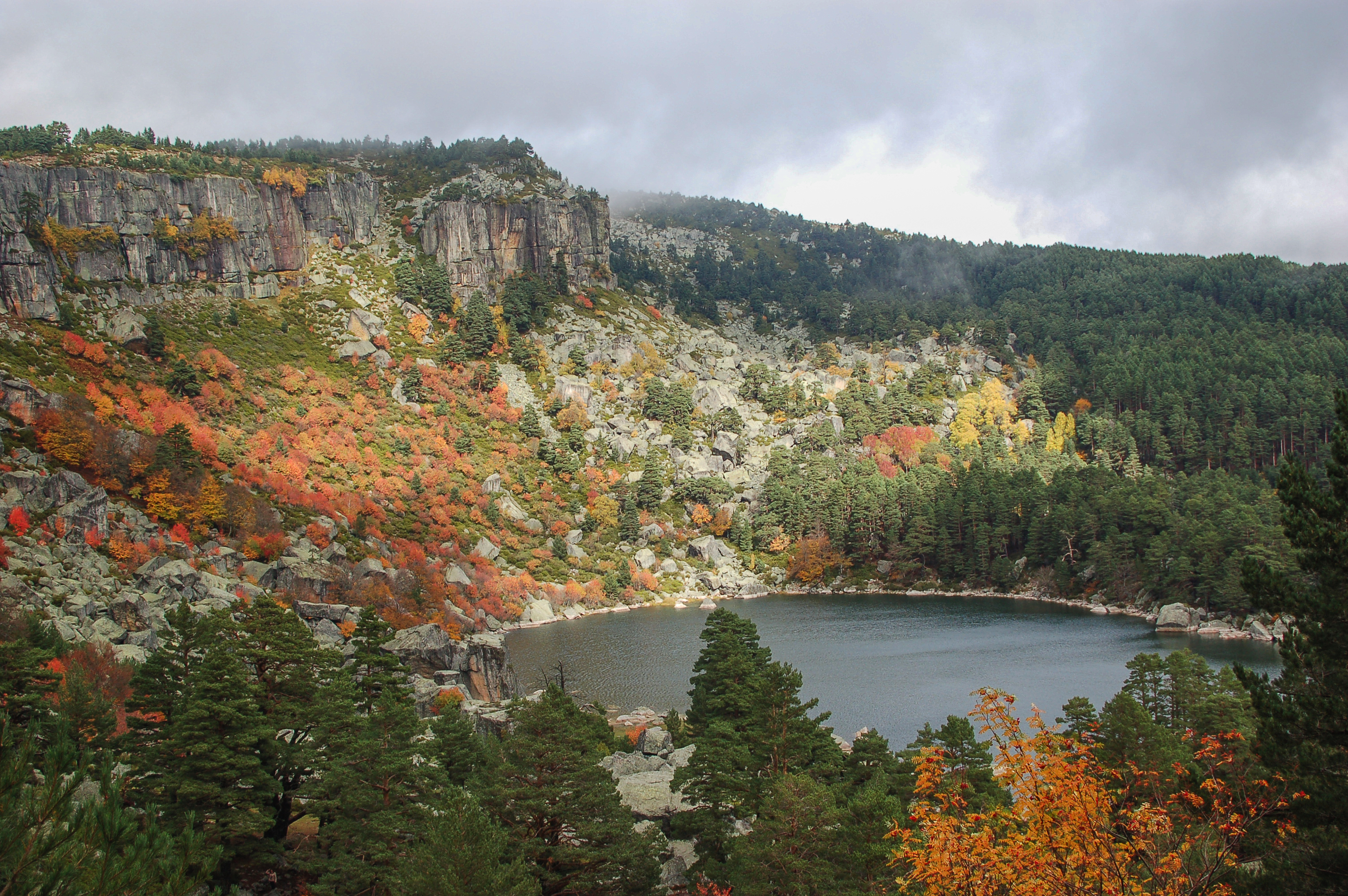
Laguna Negra de Urbión

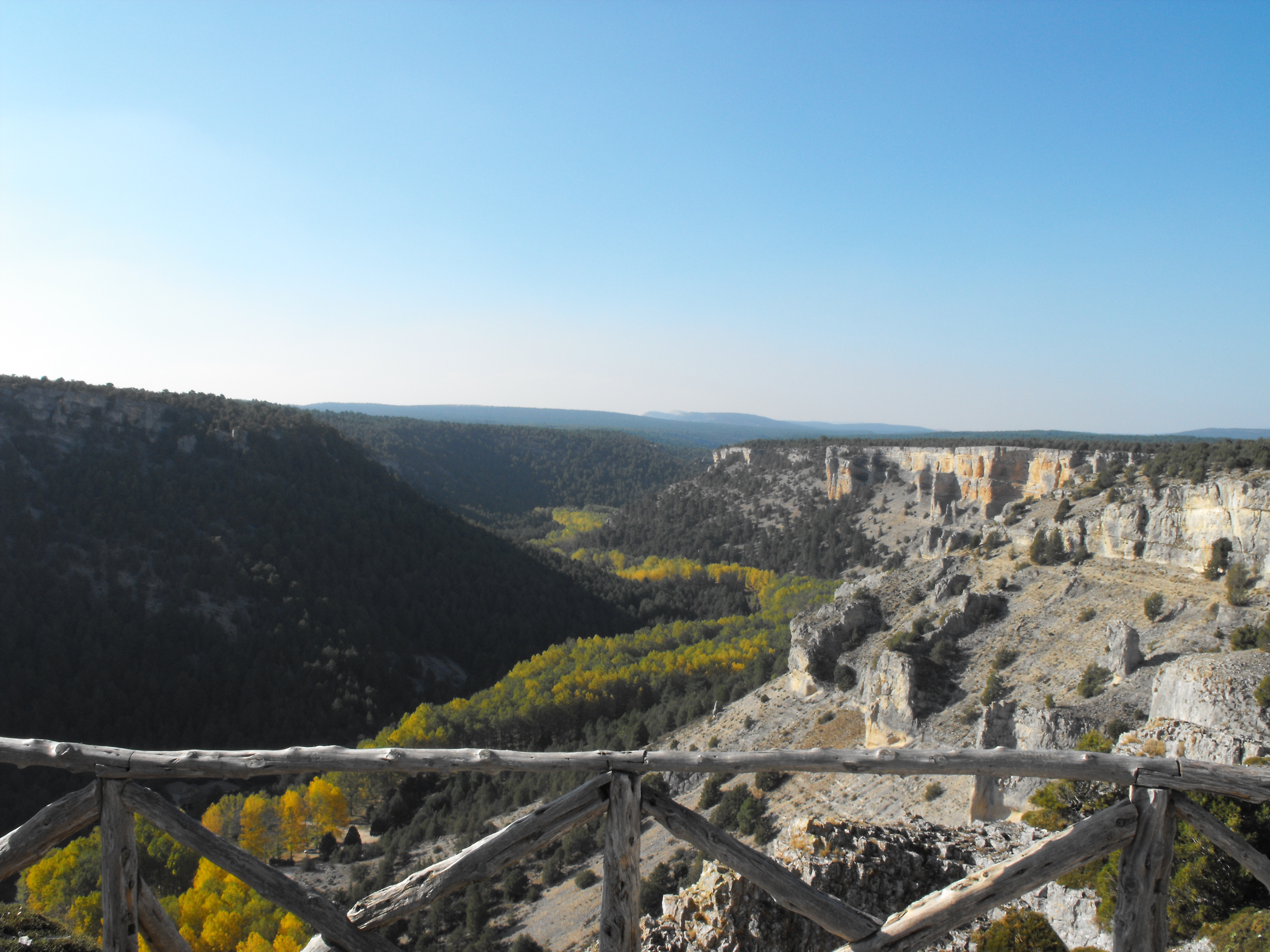
Cañón del Río Lobos

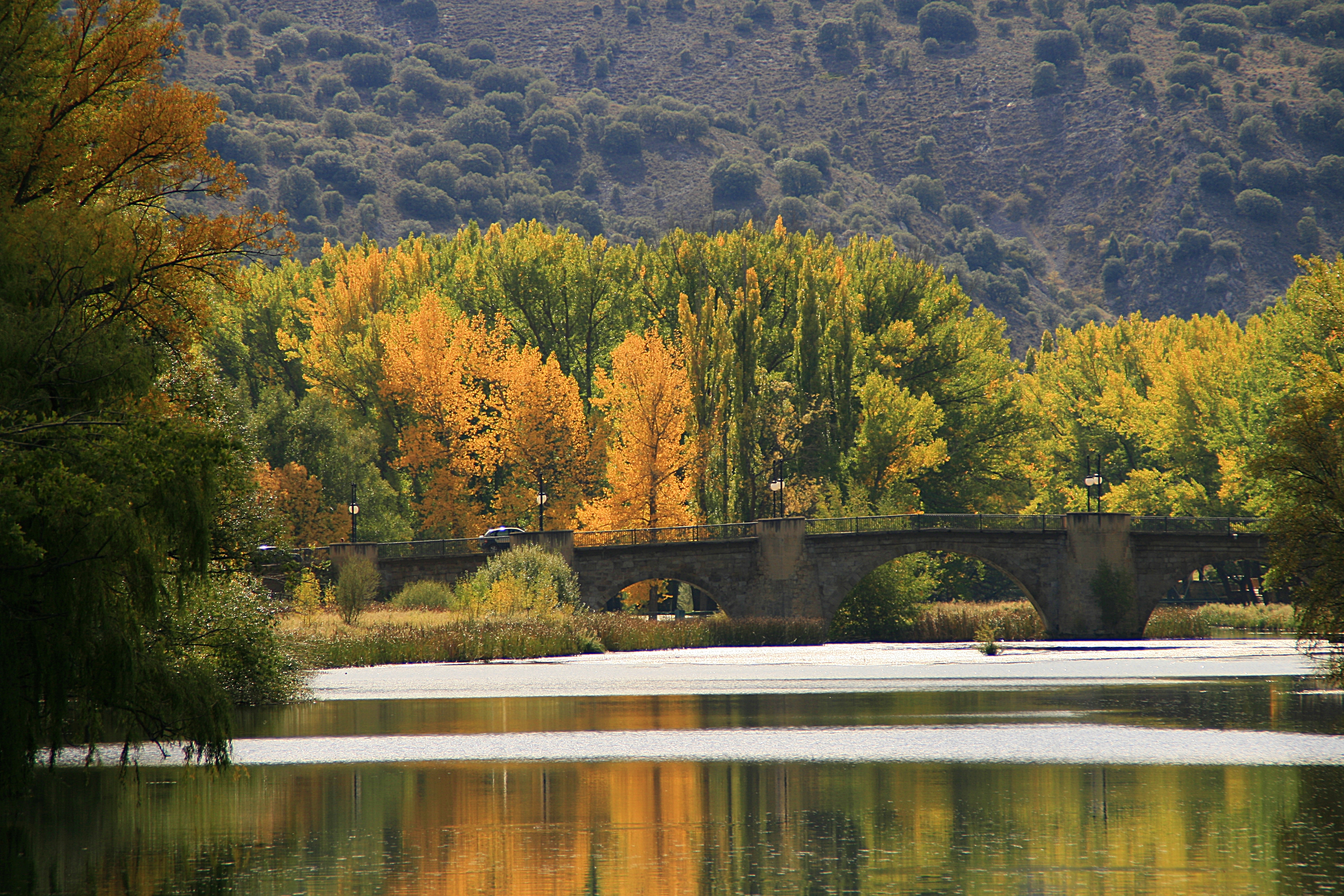
El Duero en la capital provincial

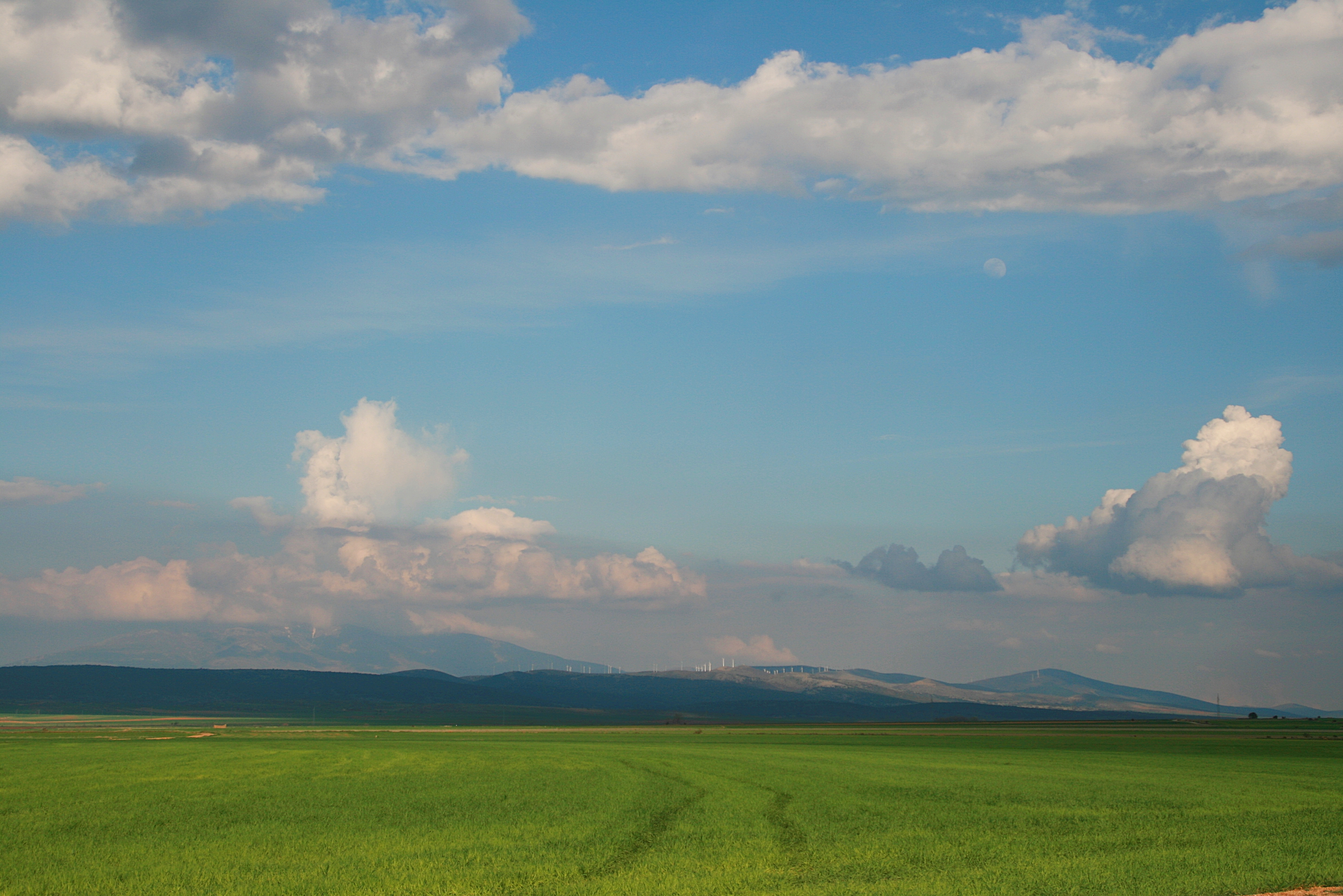
Valle del Rituerto, Campo de Gómara

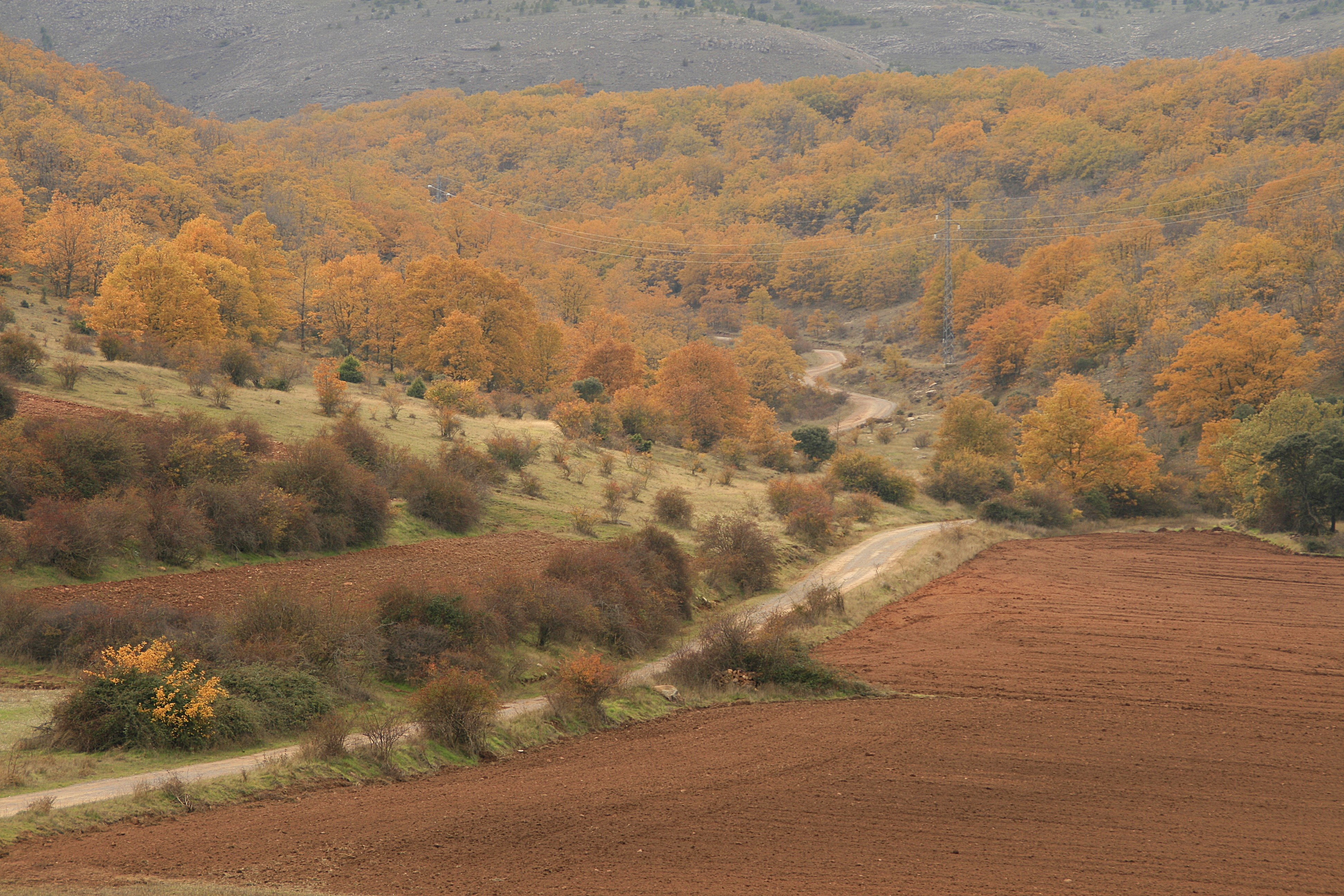
Paraje cerca de Ólvega

Dentro de los espacios protegidos se encuentra:

#### Parques naturales
- Cañón del Río Lobos
- Laguna Negra y los Circos Glaciares de Urbión

#### Reservas naturales
- Sabinar de Calatañazor
- Acebal de Garagüeta

#### Monumentos naturales
- La Fuentona

#### Otros en Red Natura 2000
Además, hay otros lugares incluidos dentro de la Red Natura 2000:

##### Lugares de Importancia Comunitaria (LIC)
- Sierra de Ayllón
- Sabinares Sierra de Cabrejas
- Oncala-Valtajeros
- Cigudosa-San Felices
- Sabinares de Ciria-Borobia
- Sabinares del Jalón
- Riberas del río Duero y afluentes
- Quejigares y encinares de sierra del Madero
- Quejigares de Gómara-Nájima
- Robledales del Berrún
- Pinar de Losana
- Encinares de Tiermes
- Encinares de sierra del Costanazo
- Riberas del río Cidacos y afluentes

##### Zonas de Especial Protección para las Aves (ZEPA)
- Altos Campos de Gómara
- Cihuela-Deza
- Monteagudo de las Vicarías

##### LIC y ZEPA
- Sierra del Moncayo
- Páramo de Layna
- Cañón del Río Lobos
- Sierras de Urbión y Cebollera
- Altos de Barahona

#### Patrimonio paleontológico
- Ruta de las Icnitas
- Sitio paleontológico de Cerro Pelado
- Yacimientos de Torralba y Ambrona

### Otros espacios naturales
- Sierra de Urbión
- Laguna de La Chopera (Cebollera)
- Hoces del Duero (Soria-Los Rábanos)
- Monte Valonsadero
- Pico Frentes
- La Toba
- Encinar de Camparañón
- El Picazo
- Torca de Fuencaliente

## Organización territorial

### Municipios
La unidad administrativa básica en la que se divide la provincia son los municipios. Existen 183 en la actualidad. El municipio con más habitantes es la capital provincial. Es destacable un elevado número de ellos cuentan con poblaciones por debajo de los 500 habitantes. La extensión promedio del municipio en la provincia es de 56,30 km². Aparte de la capital provincial, entre las localidades destacan en cuanto a población Almazán y El Burgo de Osma. De acuerdo al padrón municipal del INE los 20 municipios más poblados de la provincia en 2023 fueron:
La provincia de Soria es la 10.ª de España en que existe un mayor porcentaje de habitantes concentrados en su capital (44,64 %, frente al 31,96 % del conjunto de España).

### Comarcas

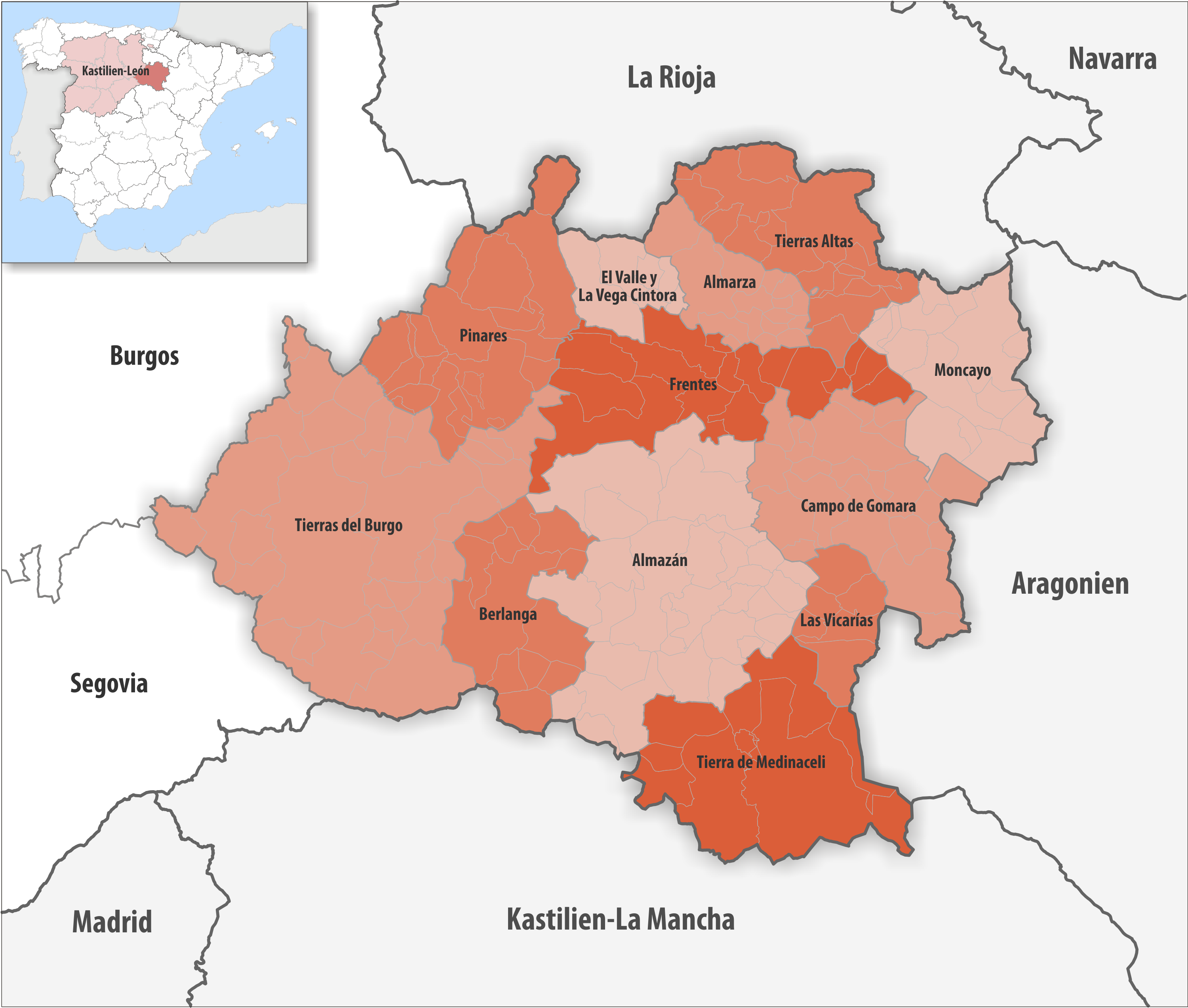
Mapa municipal y comarcal de la provincia de Soria.

Los 183 municipios sorianos se agrupan en 12 comarcas:
- Campo de Gómara
- Comarca de Almarza
- Comarca de Almazán
- Comarca de Berlanga
- Comarca de Frentes
- Comarca de Pinares
- Comarca del Moncayo
- El Valle y La Vega Cintora
- Las Vicarías
- Tierra de Medinaceli
- Tierras Altas
- Tierras del Burgo

### Partidos judiciales
- Partido judicial de Almazán
- Partido judicial de El Burgo de Osma
- Partido judicial de Soria

## Demografía

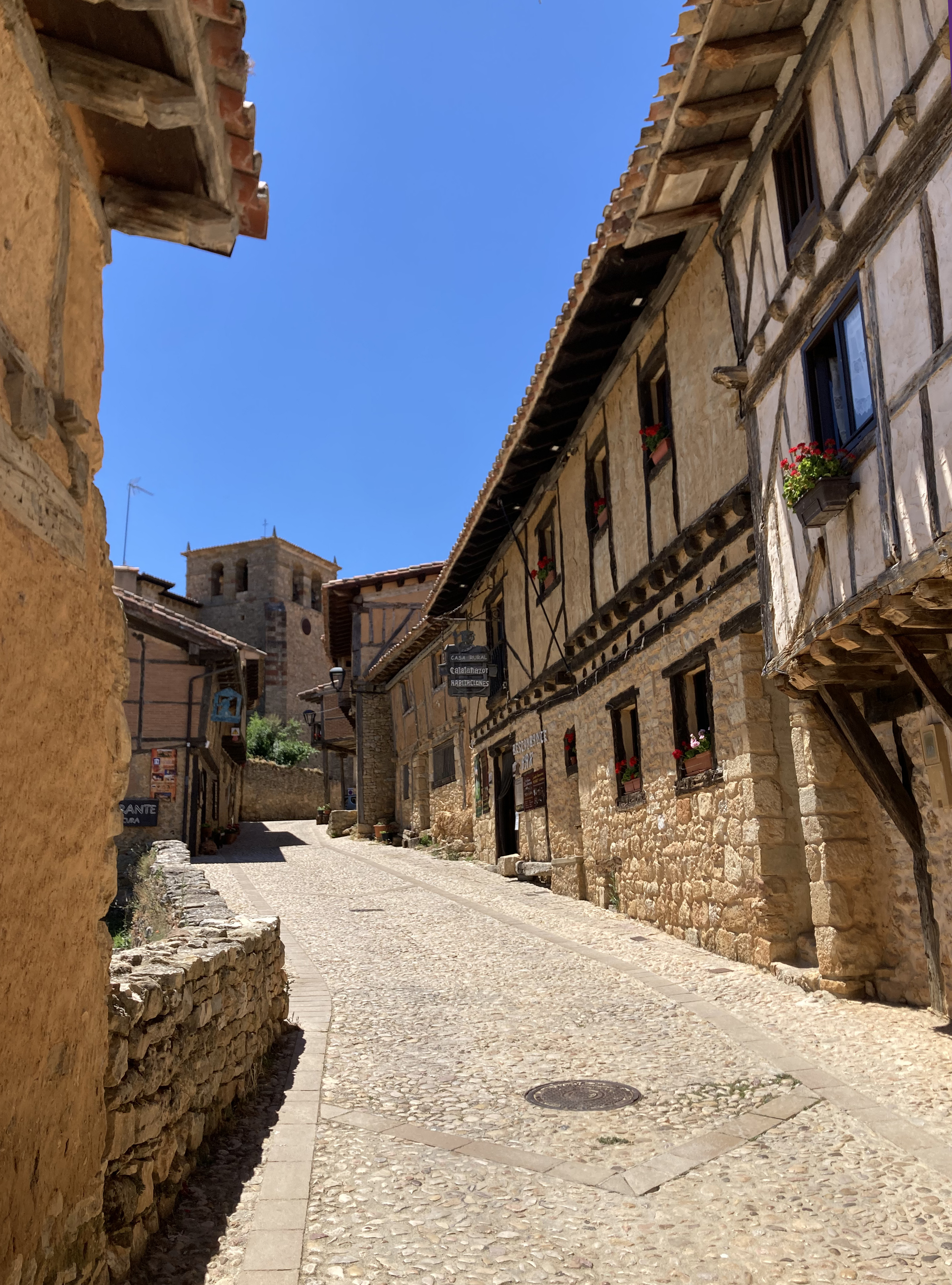
Calatañazor.

Con un 2,4 % de la superficie nacional, Soria tiene una población que representa tan solo un 0,2 % del total del país y con tendencia descendente. En 2014 el número de nacimientos ascendió a 643 mientras que el de defunciones fue de 1141, dando lugar a un crecimiento vegetativo negativo de 498 personas.
La provincia de Soria tiene un alto índice de despoblación. Soria es la provincia menos poblada de España, según el censo del 2018 del Instituto Nacional de Estadística, lo que la convierte en uno de los territorios más despoblados de la Unión Europea (8,6 hab./km² en 2018). Este índice está muy alejado de los valores medios de España y de la Unión Europea (92,37 hab./km² y 117 hab./km², respectivamente también en 2018).
A ello hay que añadir que la provincia de Soria ha perdido más del 40 % de su población en los últimos 50 años, que presenta la tasa de envejecimiento mayor de la Unión Europea (el 26,7 % de su población tiene más de 65 años, frente al 16,9 % de la media española) y que 116 de sus 183 municipios cuentan con menos de 100 habitantes.
Además la población de la provincia de Soria, se concentra en la capital y algunos municipios adyacentes; algunos municipios de la comarca de Pinares; y en las antiguas cabeceras de comarca (Almazán, Burgo de Osma y Arcos de Jalón) que también están en una dinámica regresiva. El resto de municipios se encuentran en una situación demográfica muy grave, camino de la despoblación total. Sobre todo se observa en la parte más oriental de la provincia, en las comarcas de Campo de Gómara, Moncayo, Tierras Altas y la de Almazán.

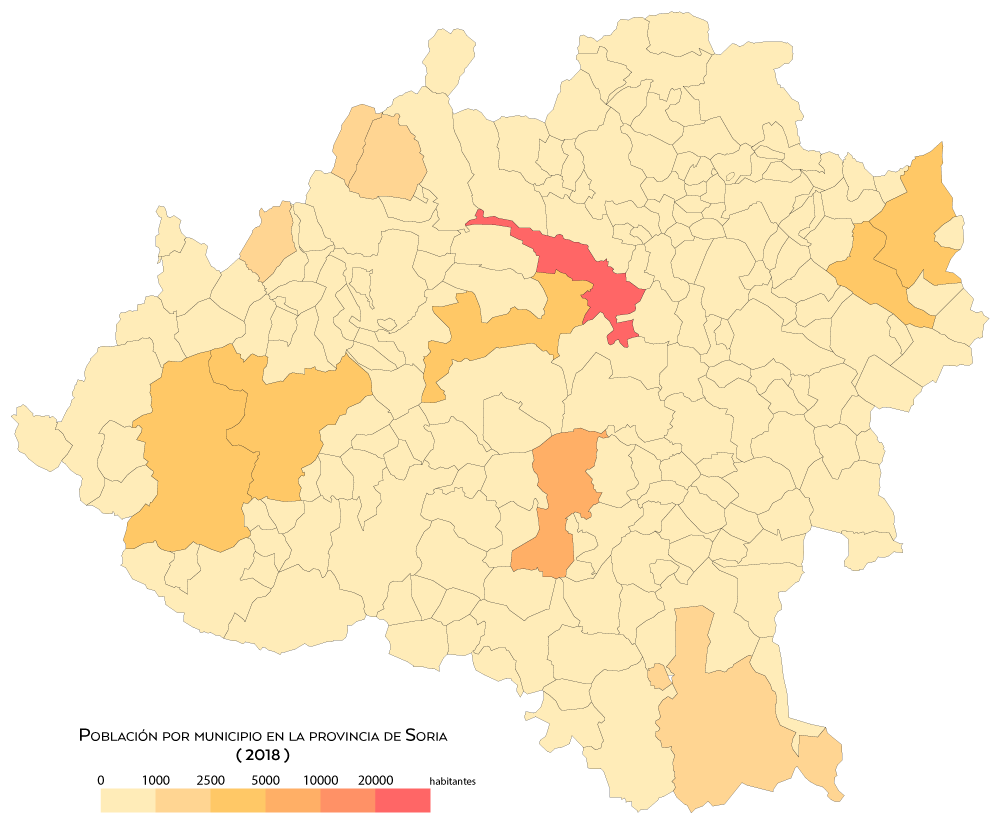
Población por municipio (2018)
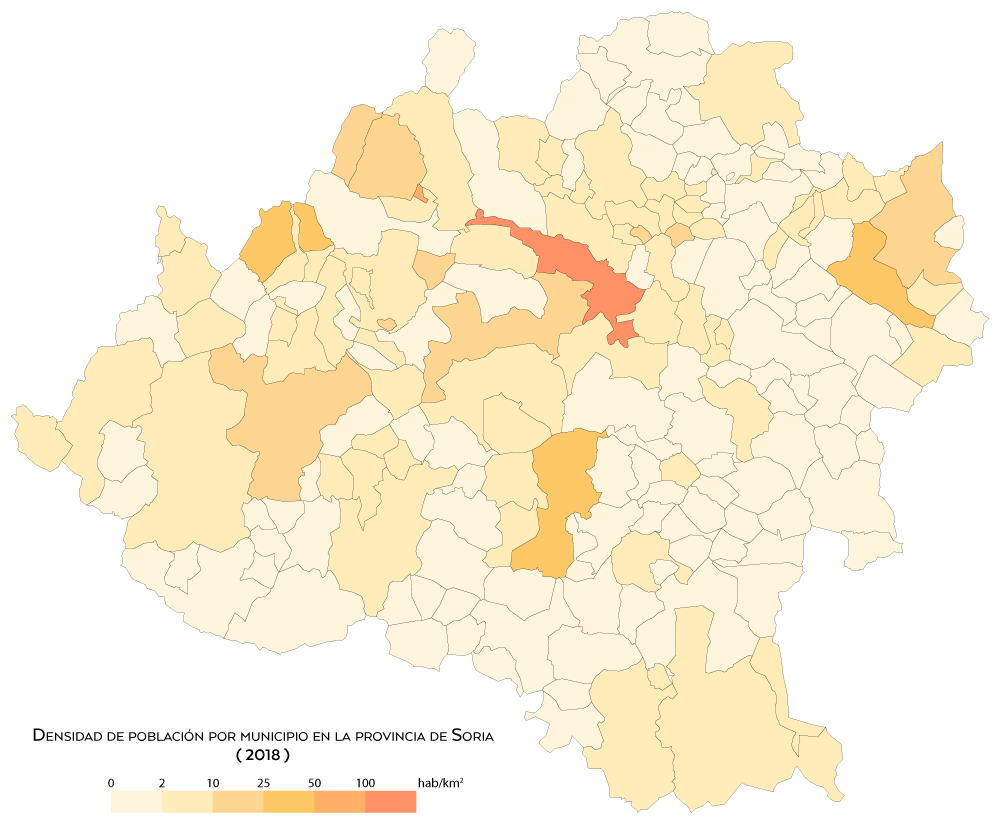
Densidad de población por municipio (2018)
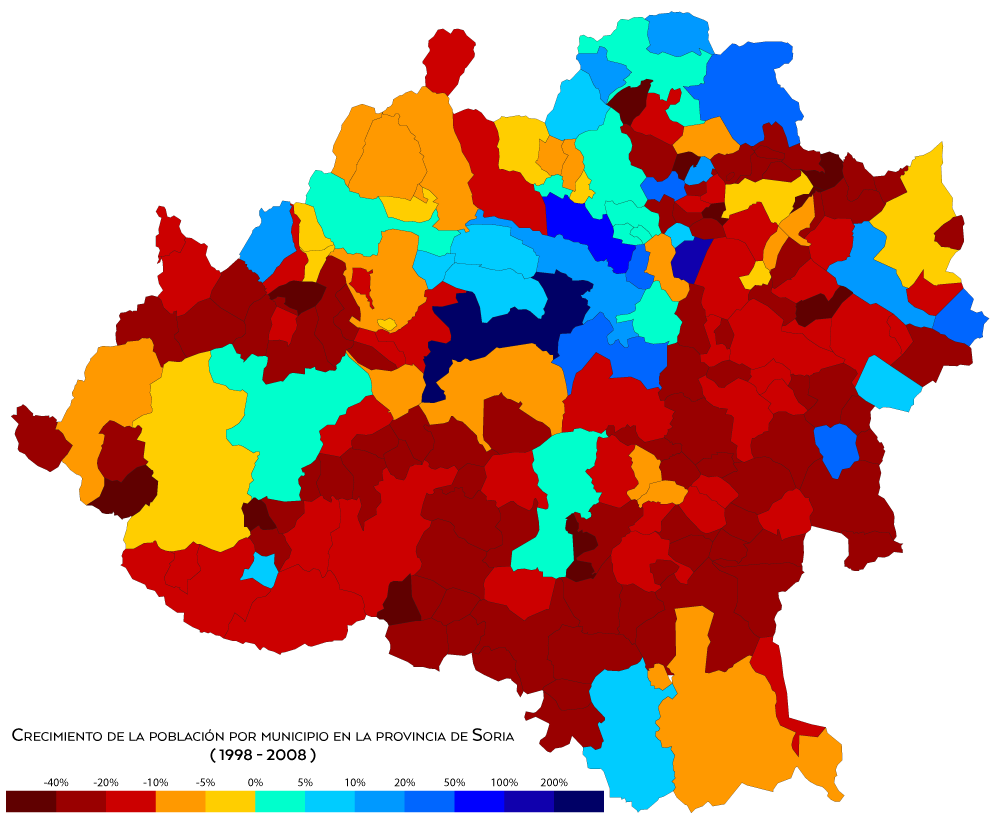
Crecimiento de población por municipio (1998-2008)
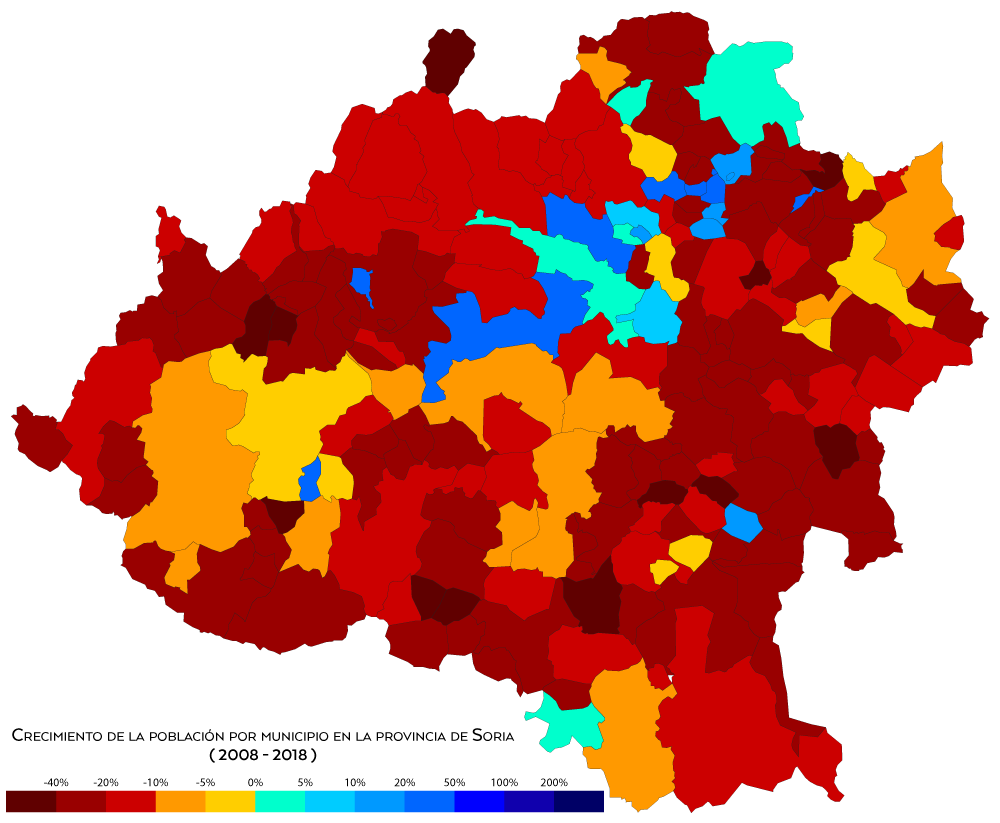
Crecimiento de población por municipio (2008-2018)

### Gráfica de población 1900-2023
| Gráfica de evolución demográfica de la provincia de Soria entre 1900 y 2023                                                                                           |
| |
| Población de derecho (1900-1991) o población residente (2000, 2010, 2020) según los censos de población del INE. Población según el padrón municipal de 2023 del INE. |

### Gráfica de población 1990-2023
| Gráfica de evolución demográfica de la provincia de Soria entre 1990 y 2023                      |
|                                                                                                  |
| Población de derecho (1990-2023) según los censos de población del INE a 1 de enero de cada año. |

### Gráfica de población 1900-2023 excluyendo la capital
| Gráfica de evolución demográfica de la provincia de Soria excluyendo la capital entre 1900 y 2023                                                                     |
| |
| Población de derecho (1900-1991) o población residente (2000, 2010, 2020) según los censos de población del INE. Población según el padrón municipal de 2023 del INE. |

### Evolución de la población de Soria (capital)
| Gráfica de evolución demográfica de Soria entre 1900 y 2023 |
| |
| Población de derecho (1900-1991) o población residente (2000, 2010, 2020) según los censos de población del INE. Población según el padrón municipal de 2023 del INE. |

## Economía

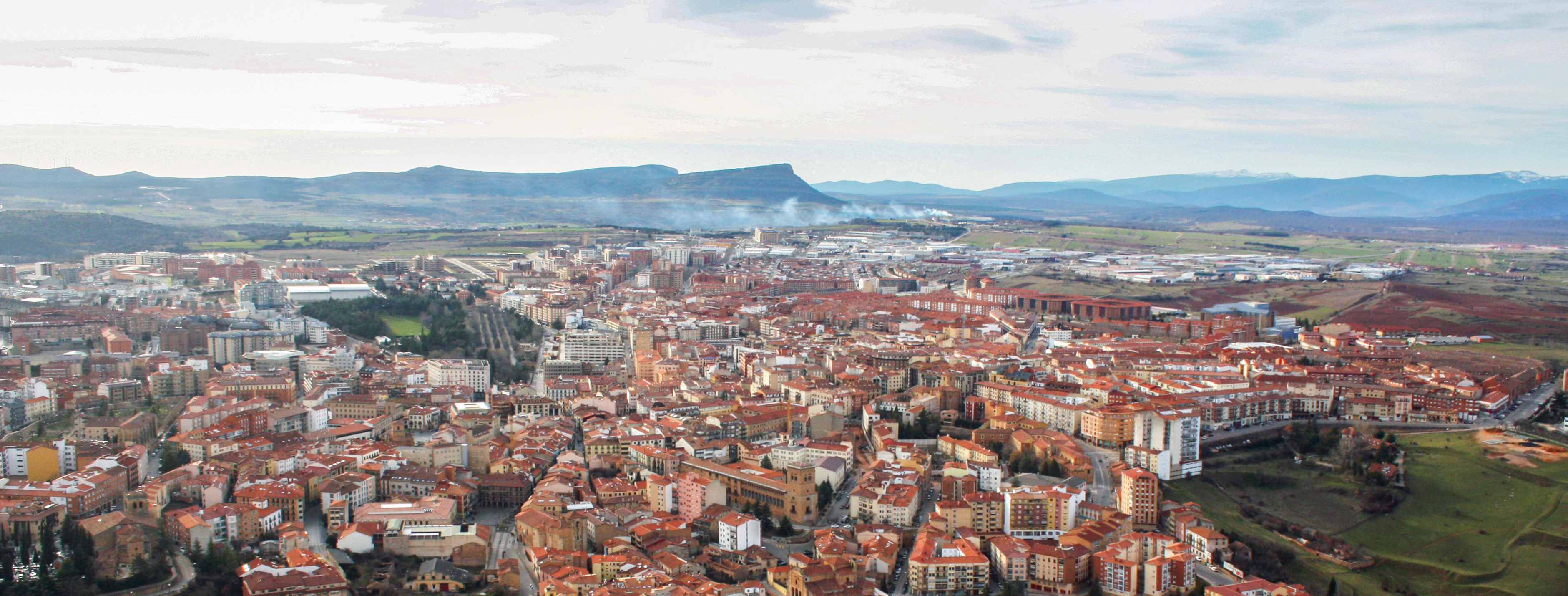
Panorámica de la ciudad de Soria.

Además de los tradicionales sectores económicos provinciales de la agricultura de cerealista de secano, actualmente la economía soriana se asienta en el turismo (rural, monumental, paleontológico, de montaña y de nieve), así como en el sector energético y el industrial, donde destaca la industria agroalimentaria y la transformación de la madera y fabricación de muebles.
Los principales polos industriales de la provincia se encuentran en el entorno de la ciudad de Soria, y en Ólvega, Almazán y El Burgo de Osma. A pesar de la situación estratégica de la provincia cerca de importantes urbes españolas como Madrid, Valladolid, Pamplona y Zaragoza, la falta de infraestructuras de transporte y energéticas adecuadas ha provocado que la provincia no haya tenido un desarrollo industrial suficiente y equilibrado. Como reacción a este hecho, se creó un movimiento ciudadano llamado «Soria ¡Ya!» que demanda, entre otras cosas, infraestructuras de comunicación adecuadas para la provincia, y culpa al Estado por la falta de inversiones.

### Sector primario

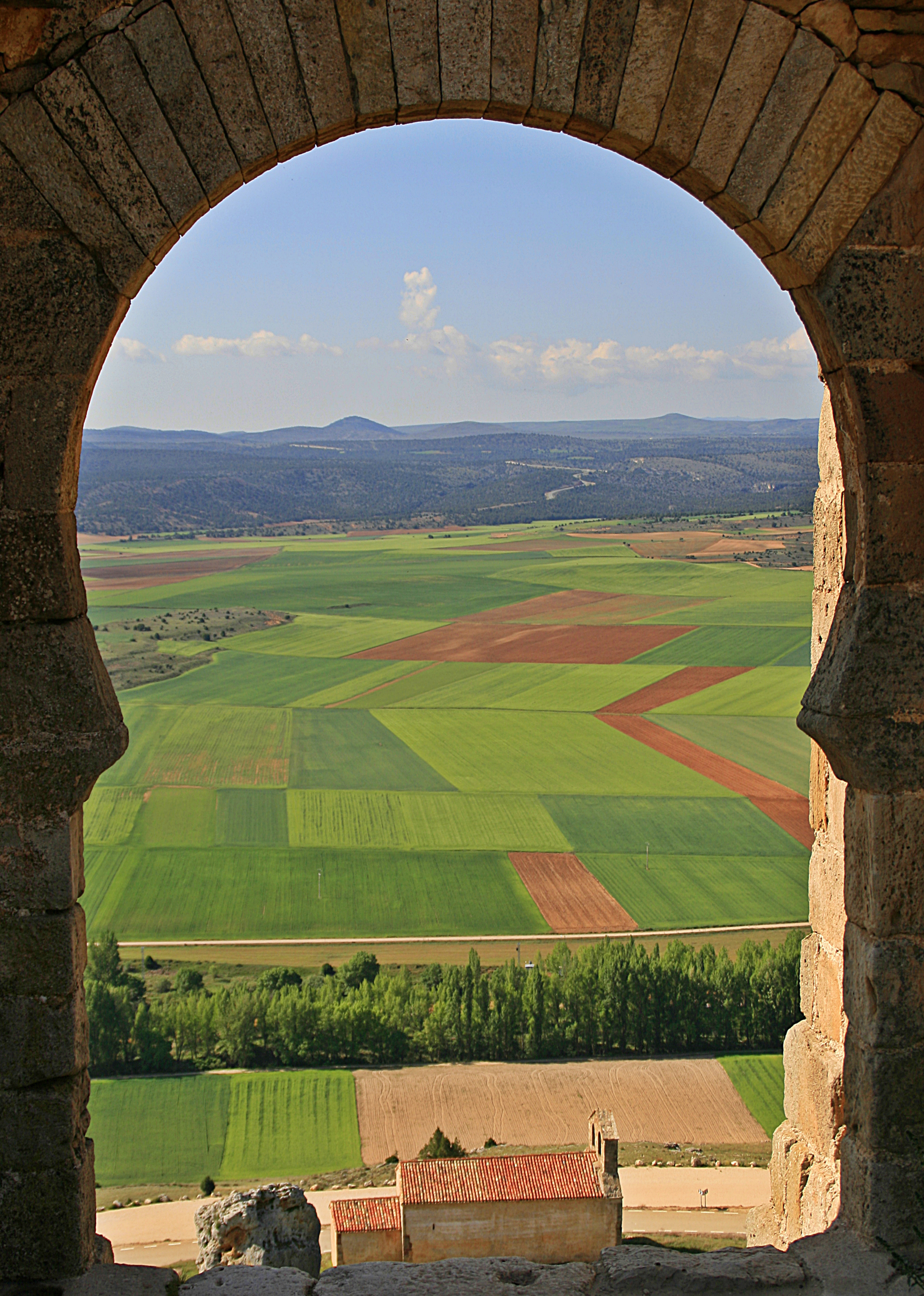
Campos cerca de Gormaz, desde el castillo homónimo

La agricultura soriana ha descansado, tradicionalmente, en la agricultura cerealista de secano. En la década de 1950 había un total de 70 000 hectáreas cultivadas, pero una excesiva parcelación y la falta de mecanización resultaban en una muy baja productividad. En 1960, cuando aún el sector primario ocupaba al 69 % de los trabajadores de la provincia, el 70 % de las explotaciones agrícolas usaban exclusivamente tracción animal. Hay actualmente unas 100 000 hectáreas dedicadas en la provincia al cultivo del trigo y otras 100 000 al cultivo de la cebada.
Cabeza de la Mesta, la principal ganadería en la provincia soriana es la ovina y en la década de 1960 se contabilizaban más de 800 000 cabezas de ganado. Al igual que churras y merinas habían sustituido a la variedad de oveja negra de la Celtiberia, desde la década de 1960 las variedades autóctonas de vacas serranas sorianas, cerdos y gallinas han sido cruzadas o sustituidas por otras variedades más productivas.
Importante es también la explotación de los recursos forestales autóctonos para la obtención de madera, resina y la recolección de setas. Finalmente, la provincia ha acogido desde tiempos remotos cierta actividad minera (canteras de mármol en Espejón, minas de hierro en la sierra de Toranzo, Ólvega, hasta la década de 1970) que se verá ampliada en un futuro, o no, por la explotación de un importante yacimiento de magnesitas en Borobia ya que actualmente el proyecto está pendiente de la resolución de varios recursos judiciales por sus afecciones, entre otros, al río Manubles.

### Sector secundario

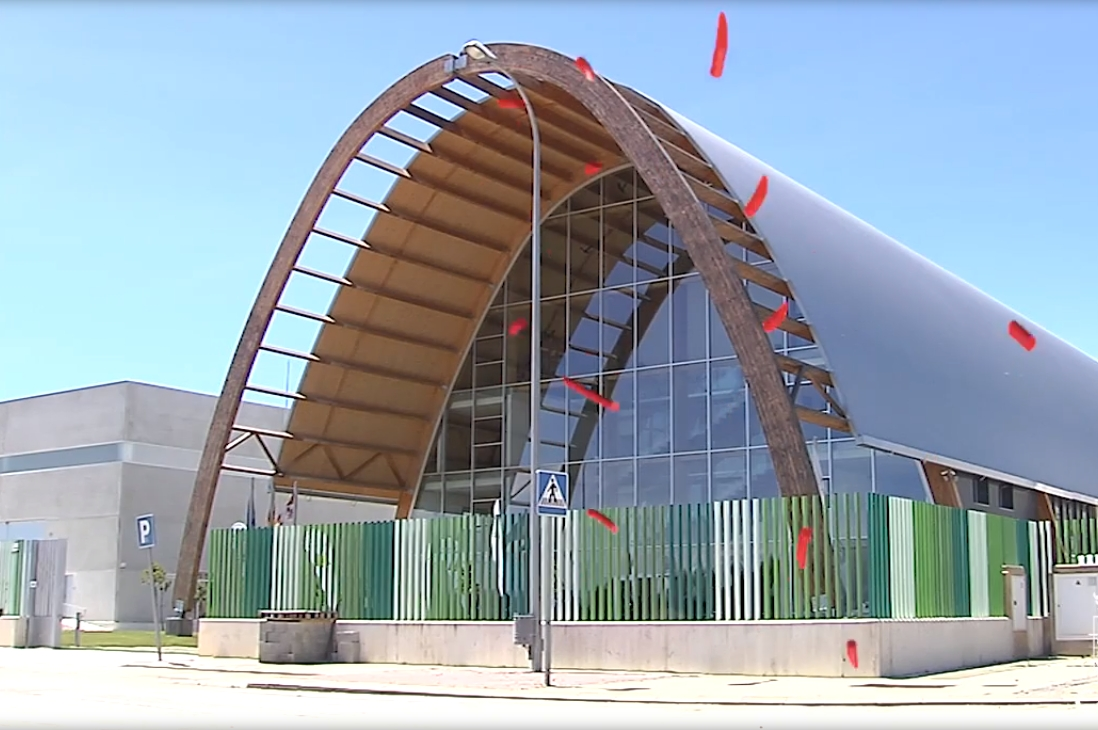
Nave de Resinas Naturales en Almazán, cabeza de comarca

El sector agrario tiene una contribución muy alta al PIB de la provincia (10 puntos superior a la media española). El sector industrial representa un porcentaje ligeramente superior al 20 % de su PIB. Destaca la industria agroalimentaria (harineras; industria cárnica, particularmente en Ólvega; bodegas, incluyendo algunas de denominación de origen de Ribera del Duero en San Esteban de Gormaz), de transformación de la madera y fabricación de muebles (que ha contribuido al mantenimiento de sus montes y a la generación de empleo) y tiene una participación importante de la industria auxiliar de componentes de automoción.

### Sector terciario

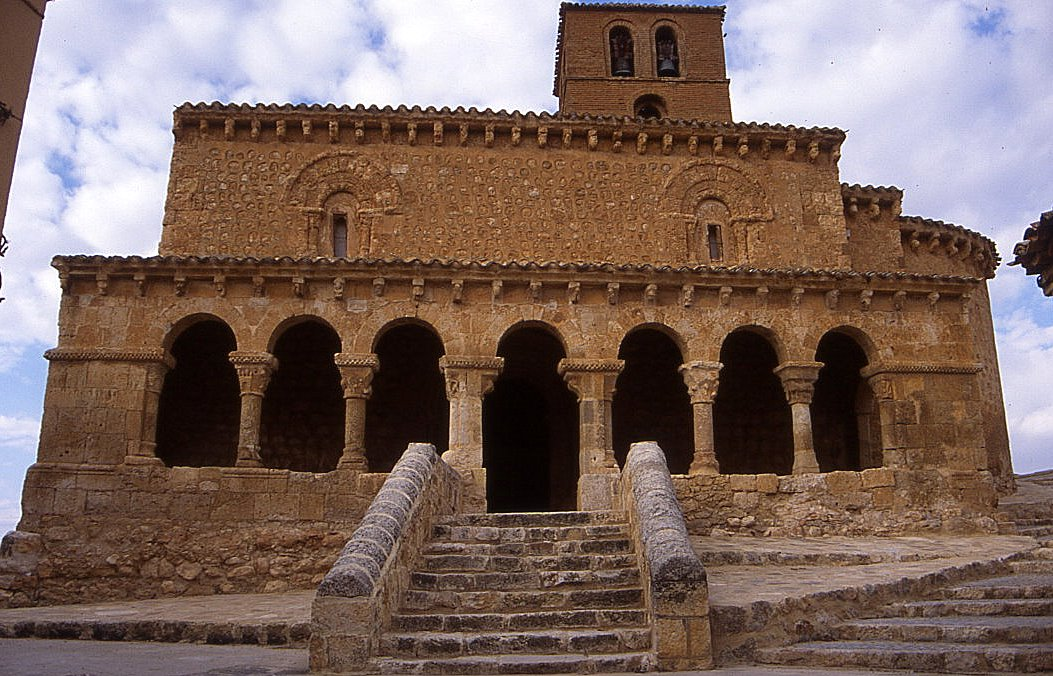
Iglesia románica de San Miguel, en San Esteban de Gormaz, atractivo turístico.

Soria cuenta con interesantes valores para el turismo, ligados a sus propios recursos. Por una parte, su situación geográfica en el territorio nacional, entre los valles del Ebro y del Duero, próxima a grandes capitales, como Madrid y Zaragoza, y a Navarra, La Rioja y el País Vasco. La provincia cuenta con la pequeña estación de esquí nórdico y alpino de Santa Inés.

## Historia

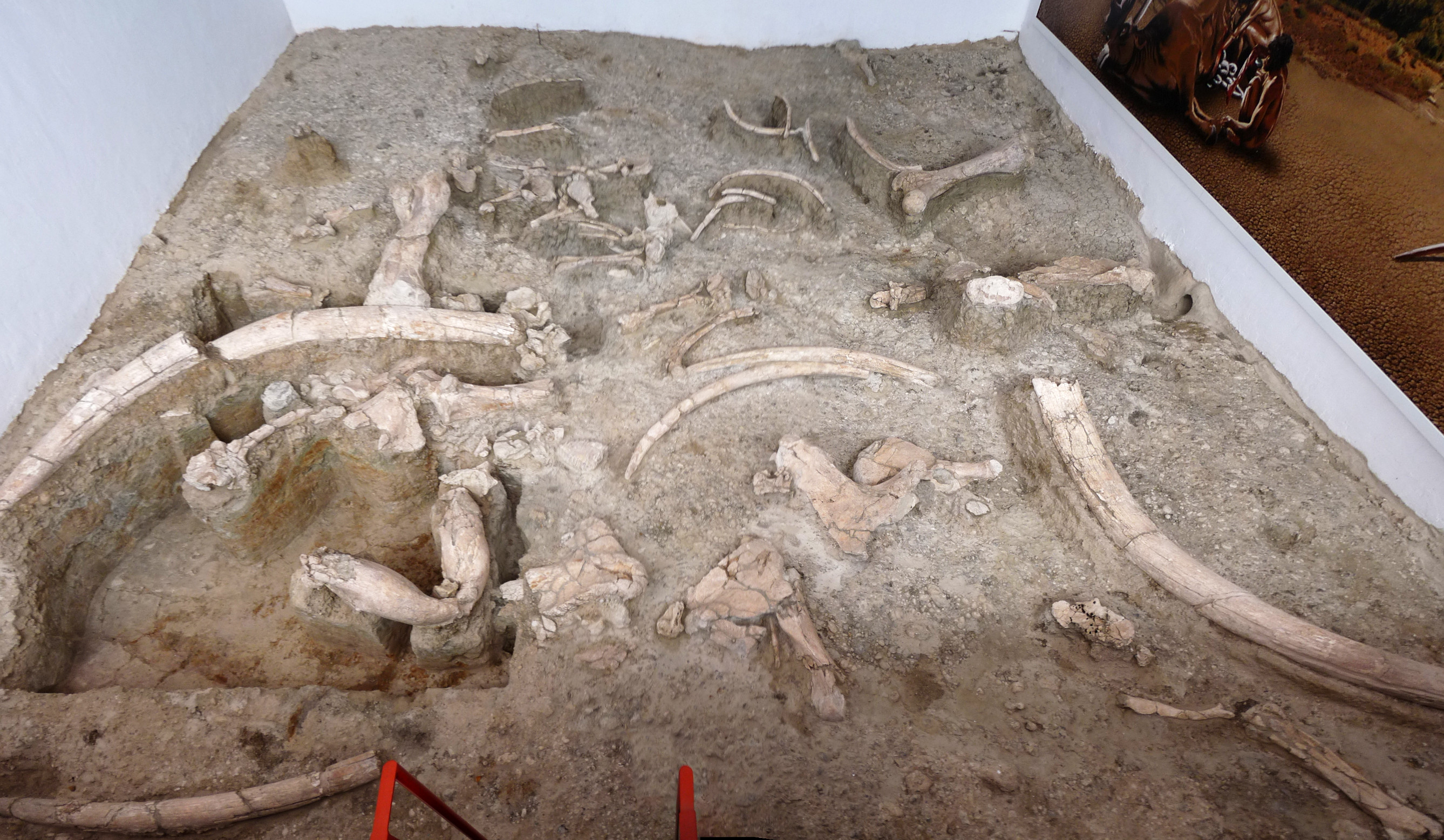
Museo de Ambrona: exposición in situ de restos de elefante antiguo, Palaeoloxodon antiquus, tal y como aparecieron en las excavaciones. Se aprecian, entre otros, varias defensas, una mandíbula (invertida), un fémur, una tibia y numerosas costillas

### Prehistoria
En sus tierras encontramos restos prehistóricos de incuestionable valor, entre las que destacan las pinturas rupestres, conservadas en diferentes abrigos. Dos de los yacimientos más importantes son los de Torralba y Ambrona, yacimientos paleontológicos y arqueológicos que corresponden a varios niveles fosilíferos con industria lítica achelense (Paleolítico Inferior) asociada, de hace al menos unos 350 000 años.
La ocupación estable del territorio se produjo hace unos 4000 años. Los habitantes tenían una economía basada en la producción de cereales, complementada con la ganadería. Se observa a partir de entonces trabajo metalúrgico en cobre y hierro. 

### Edad del Hierro

#### Celtiberia
Durante la Edad del Hierro, la provincia de Soria formaba parte de la Celtiberia, territorio en el que vivían los celtíberos, considerados mayoritariamente como celtas. Pese a ser princuipalmente conocidos por sus enfrentamientos contra Roma, encontramos restos asociados a esta cultura en la provincia desde antes de la Primera Edad del Hierro.
En los siglos VII-IV a. C. surgen en el norte de la provincia pequeñas aldeas o castros, habitualmente en zonas elevadas y con importantes defensas. A partir del siglo IV a. C. estas aldeas se van transformando en ciudades: Numancia, Uxama (Osma), o Termancia (Tiermes). En estos momentos los habitantes comienzan a adoptar el torno, el signario ibérico y a desarrollar metalurgia avanzada. 
Serán los romanos quienes llamen a estos habitantes de la provincia "celtíberos", describiendo la presencia en la provincia de varias de sus tribus: arévacos, lusones, belos y pelendones. Durante los siglos III y II a. C. se enfrentarán a ellos (guerras celtíberas). La última de estas conflagraciones, de una veintena de años,  culminó con la Gesta de Numancia (133 a. C.), en la que la ciudad cayó tras un asedio en el que participaron 60000 militares romanos al mando de Escipión Emiliano. En el 99 a. C. la ciudad de Uxama es también conquistada por los romanos. 

#### Vascones
También hay en Soria, principalmente en la zona septentrional, más de doscientos topónimos vascos, los cuales indican la presencia de los vascones en la zona. Urbión, Larralde, el Acebal de Garagüeta de Arévalo de la Sierra, Garray o Narros son algunos de estos topónimos. Según estudios epigráficos recientes, la presencia del idioma aquitano, del predecesor del euskera, en el norte de la provincia y por consiguiente de vascones es anterior a que se impusiese una lengua céltica y después latina en la zona, e incluso anterior a todos los hallazgos epigráficos en euskera en La Rioja, el País Vasco o Navarra. Eduardo Aznar Martínez, autor del libro El euskera en La Rioja, realiza un análisis de las inscripciones en lápidas en euskera aparecidas en pueblos de las Tierras Altas, citando nombres que serían protoeuskaldunes. La palabra «sesenco», que aparece esculpida junto a una imagen de lo que sería un toro, para el investigador, equivale en euskera a zezenko («toro joven», «novillo»).

### Romanos

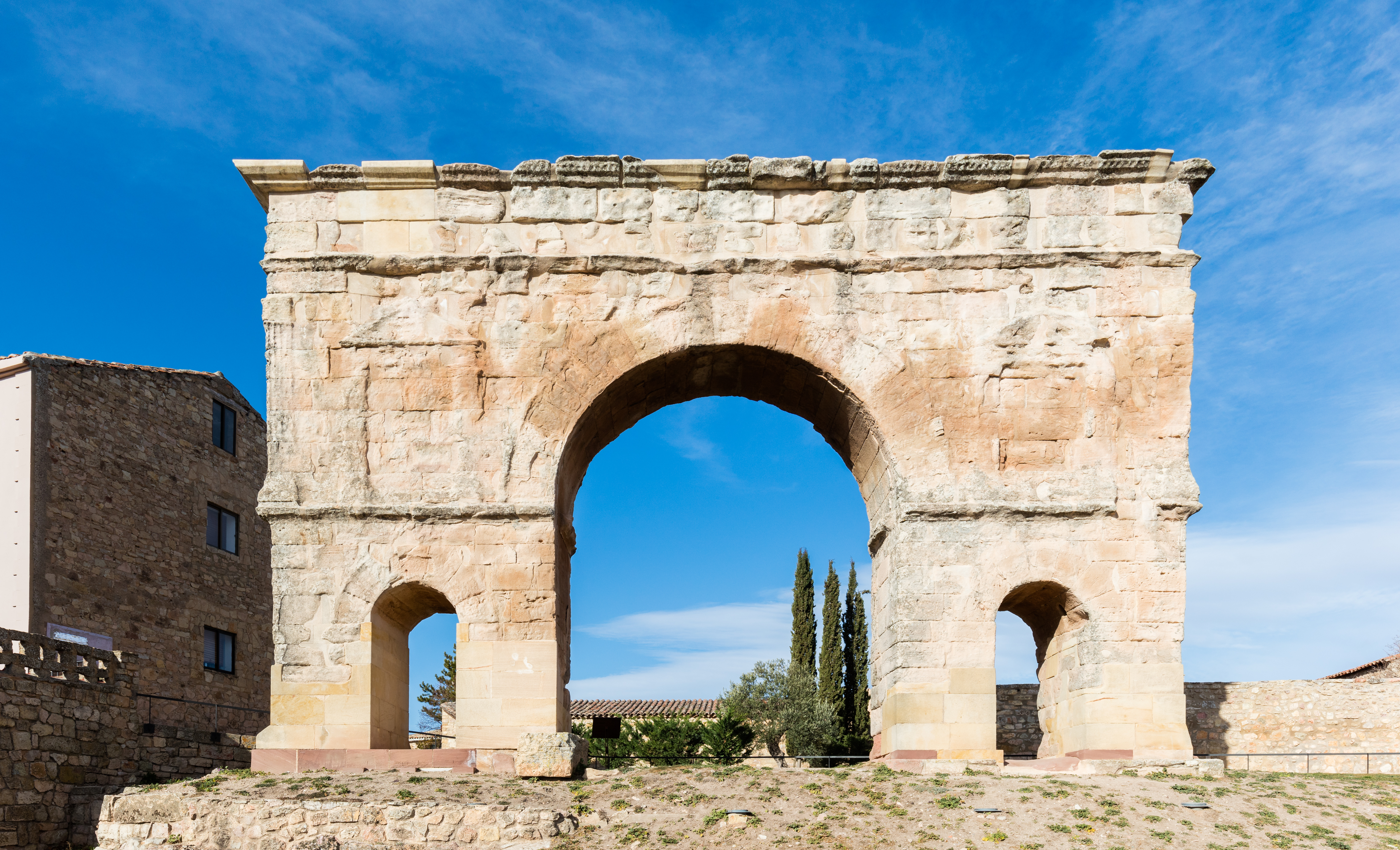
El arco de Medinaceli que tal vez señalaba el límite entre el Conventus Cluniensis y el Caesaraugustanus

Tras las guerras de conquista y el posterior proceso de romanización, la provincia perteneció al Conventus Cluniensis de la provincia romana de Tarraconensis. Se crearon o desarrollaron ciudades, destacando Augustóbriga, Numancia, Uxama, Tiermes y Ocilis (Medinaceli). Estas ciudades se unieron con una red planificada de calzadas, algunas de las cuales se mantienen en excelente estado de conservación.

### Musulmanes

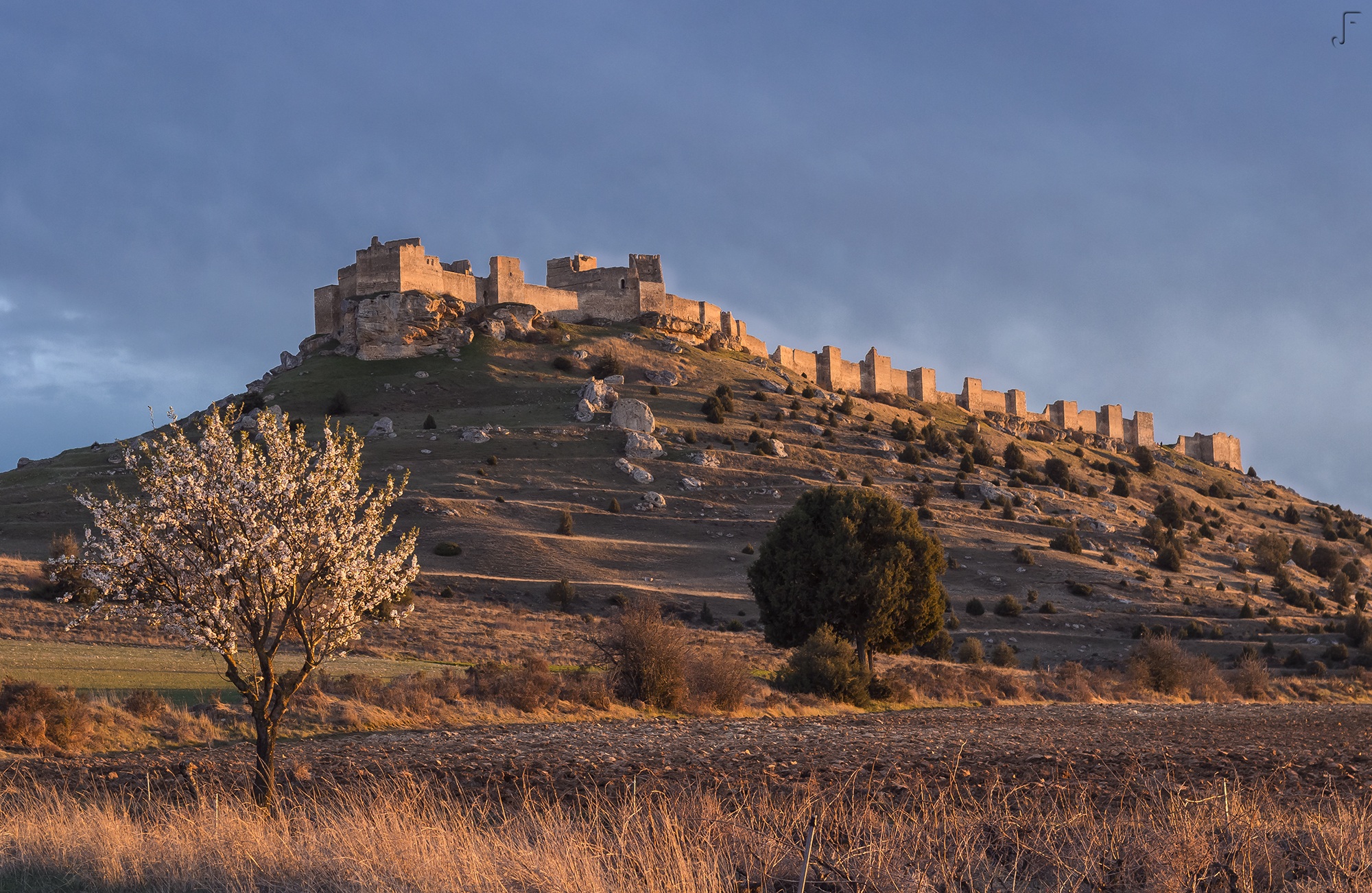
Castillo de Gormaz, de época califal.

Tras la caída del Imperio romano fue ocupada por visigodos primero y musulmanes después, de cuyo paso se conservan los castillos de Medinaceli y Gormaz, la fortaleza califal más grande de Europa en su clase. 
Es durante esta época de dominio musulmán, en el que la provincia se convierte de nuevo en protagonista principal de la historia, ya que el más conocido guerrero musulmán, Almanzor, tenía su sede en la provincia, en el lugar de Medinaceli; y los lugares de la ribera del Duero soriano, pasaban constantemente de manos musulmanas a cristianas, y viceversa, estando prácticamente despobladas. De esta época son las innumerables atalayas y torres defensivas que salpican la provincia y que dieron el nombre a Castilla, tierra de castillos. Mientras tanto, hasta los siglos IX y X, habitaban el norte de la provincia de Soria gentes semipaganas escasamente cristianizadas. Las fuentes árabes los denominaban bárbaros (aŷam), en vez de usar el vocablo habitual para referirse a los cristianos (naṣrānī, نصراني).

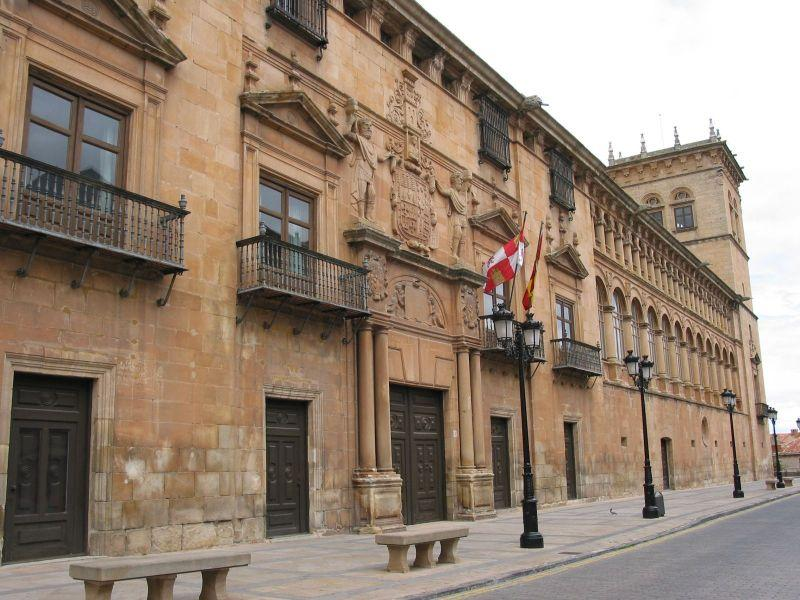
Palacio de los Condes de Gómara, del, ejemplo de edificio construido de la riqueza que aportaba la cabaña merina a la nobleza

### Reino de Pamplona
Durante la reconquista en la Edad Media, la zona septentrional y oriental de la provincia de Soria pertenecieron desde el 1016 al Reino de Pamplona, porque el rey Sancho Garcés III llegó a un acuerdo sobre los límites entre el Condado de Castilla y el Reino de Pamplona, quedando para Pamplona la expansión hacia el sur y el este, la zona norte-oriental de Soria y el valle del Ebro, entre otros territorios.
En 1127, mediante mediación se acordó el Pacto de Támara. En este pacto, Alfonso el Batallador renunciaba al título de emperador y se delimitaron las fronteras entre los reinos de Castilla y los de Pamplona y Aragón con devolución de alguno de los territorios a Castilla. En este pacto, quedaban en territorio pamplonés Vizcaya, Álava, Guipúzcoa, Belorado, Soria y San Esteban de Gormaz. 

### Castilla
Soria pasó a formar parte de Castilla en 1134, durante el reinado de Alfonso VII. 
En 1187, Alfonso VIII convocó a los nobles y a los representantes de las ciudades más importantes de Castilla a Cortes en San Esteban de Gormaz, en lo que (junto a las Cortes de León de 1188) sería el primer ejemplo de parlamentarismo en el mundo occidental.

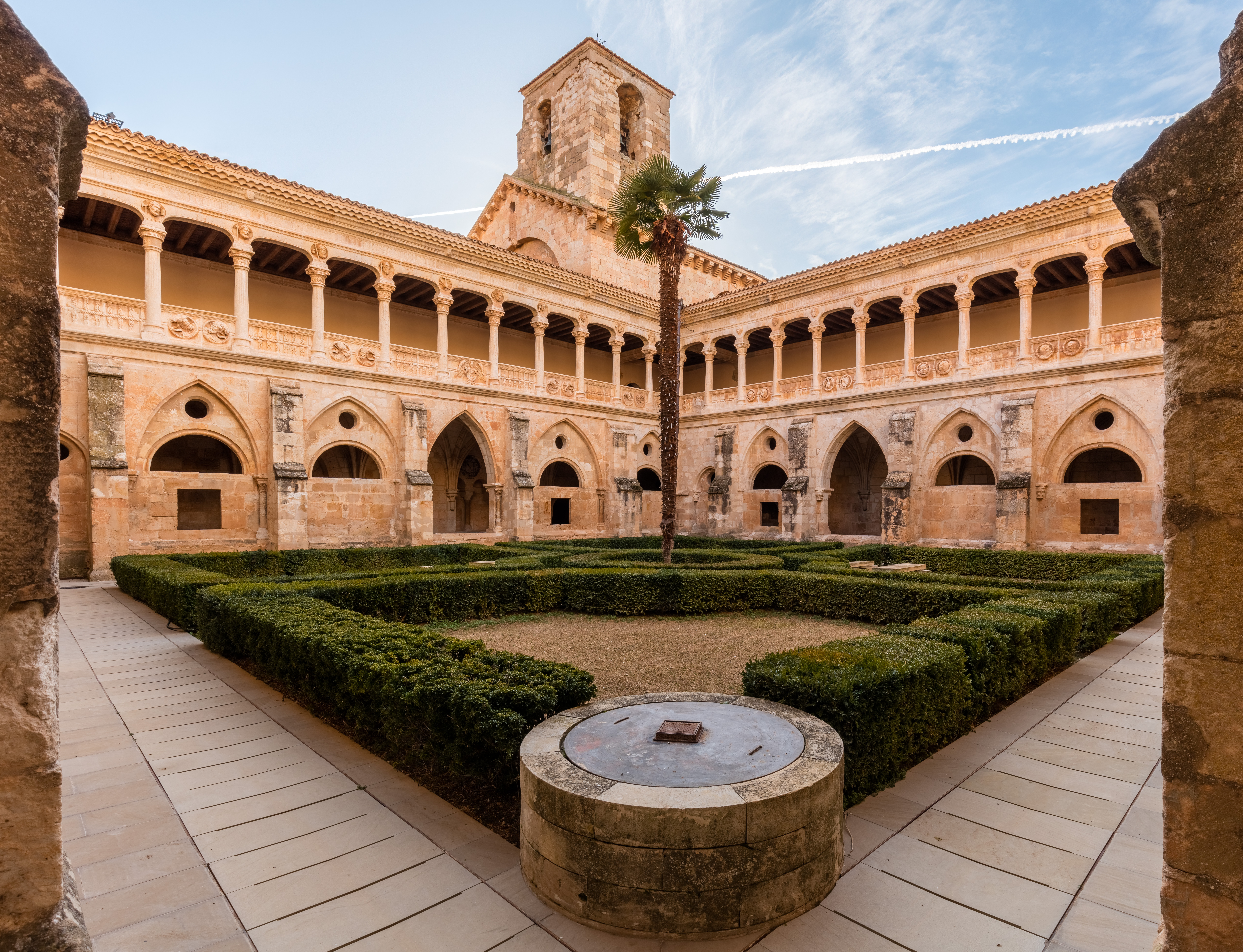
monasterio de Santa María de Huerta, cisterciense.

Después de la reconquista en la Edad Media, Soria conoció el mayor esplendor de su historia, convirtiéndose en la joya del románico que hoy día todavía es. Con el esplendor que supuso el Medioevo soriano como zona fronteriza entre los reinos de Castilla, Navarra y Aragón. 
Casi todas las actividades económicas de la Edad Media soriana giraban en torno a la lana. Cabecera de varias cañadas reales, Soria controlaba el esquileo estival de sus rebaños y el envío del preciado vellón hacia Burgos y los puertos del norte de la península ibérica. En 1492, el decreto de expulsión de los judíos, trajo la decadencia económica y social de Soria. Con la unión de los reinos de Aragón y Castilla, la provincia dejó de ser un enclave estratégico. Esta situación se prolongó durante la Edad Moderna, en la que el declive de la rentabilidad de la ganadería puso a la provincia en una coyuntura de deterioro económico y demográfico. 

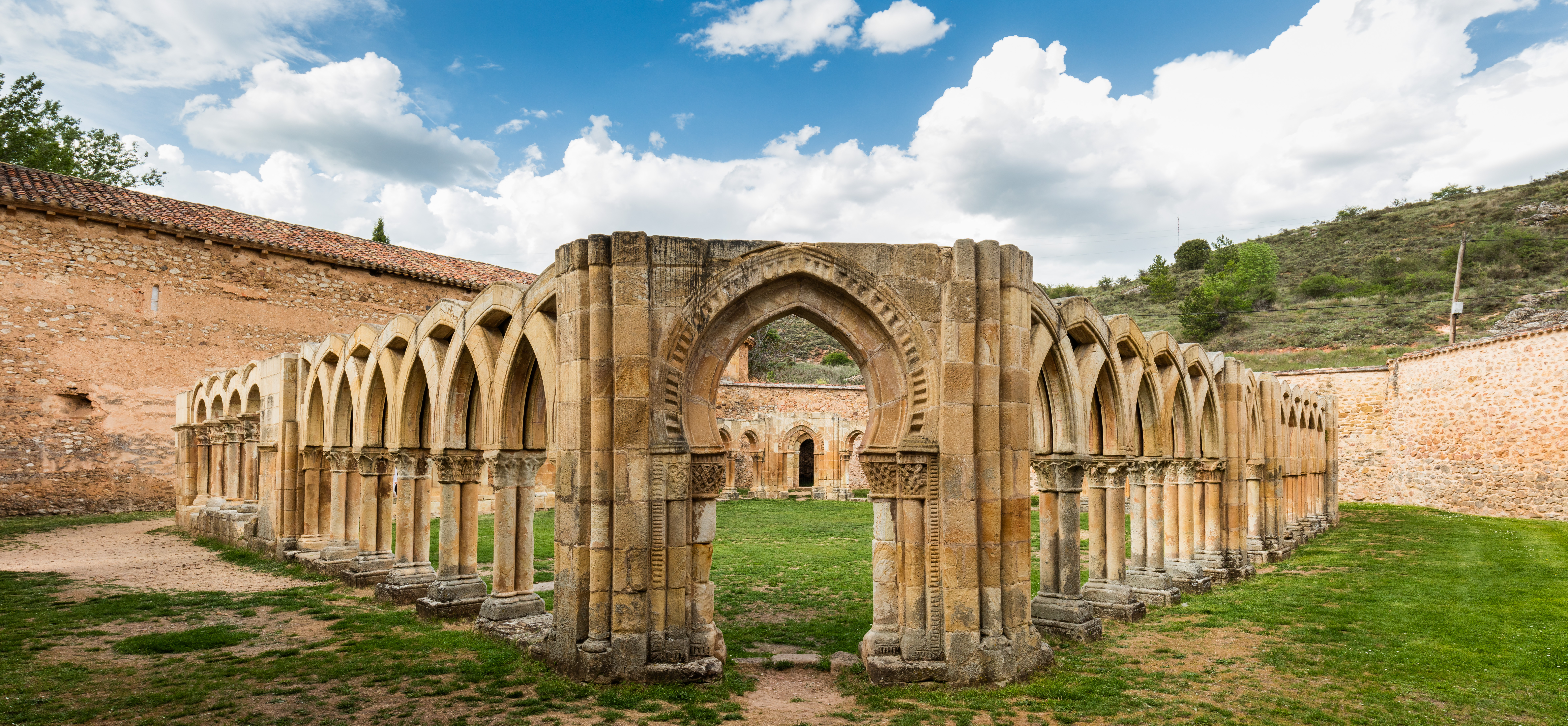
Monasterio de San Juan de Duero

La Edad Contemporánea estuvo marcada por los continuos conflictos bélicos en los que participó la nación española, que siguieron mermando la potencia económica de la provincia. La provincia de Soria pasó de tener casi dos millones de ovejas en el siglo XVIII, a medio millón en 1832.
Soria ha vivido la inestabilidad política, económica y social generalizada en toda la nación, pero que parecía multiplicarse en aquellas zonas de carácter eminentemente agrícola. Estas condiciones inciden, en la emigración y el envejecimiento paulatino de su población. En la actualidad, Soria está recuperando el esplendor de otros tiempos, potenciando sobre todo en sus posibilidades turísticas, propiciadas por lo singular de sus paisajes y su atemporal belleza.

### Historia de las divisiones administrativas

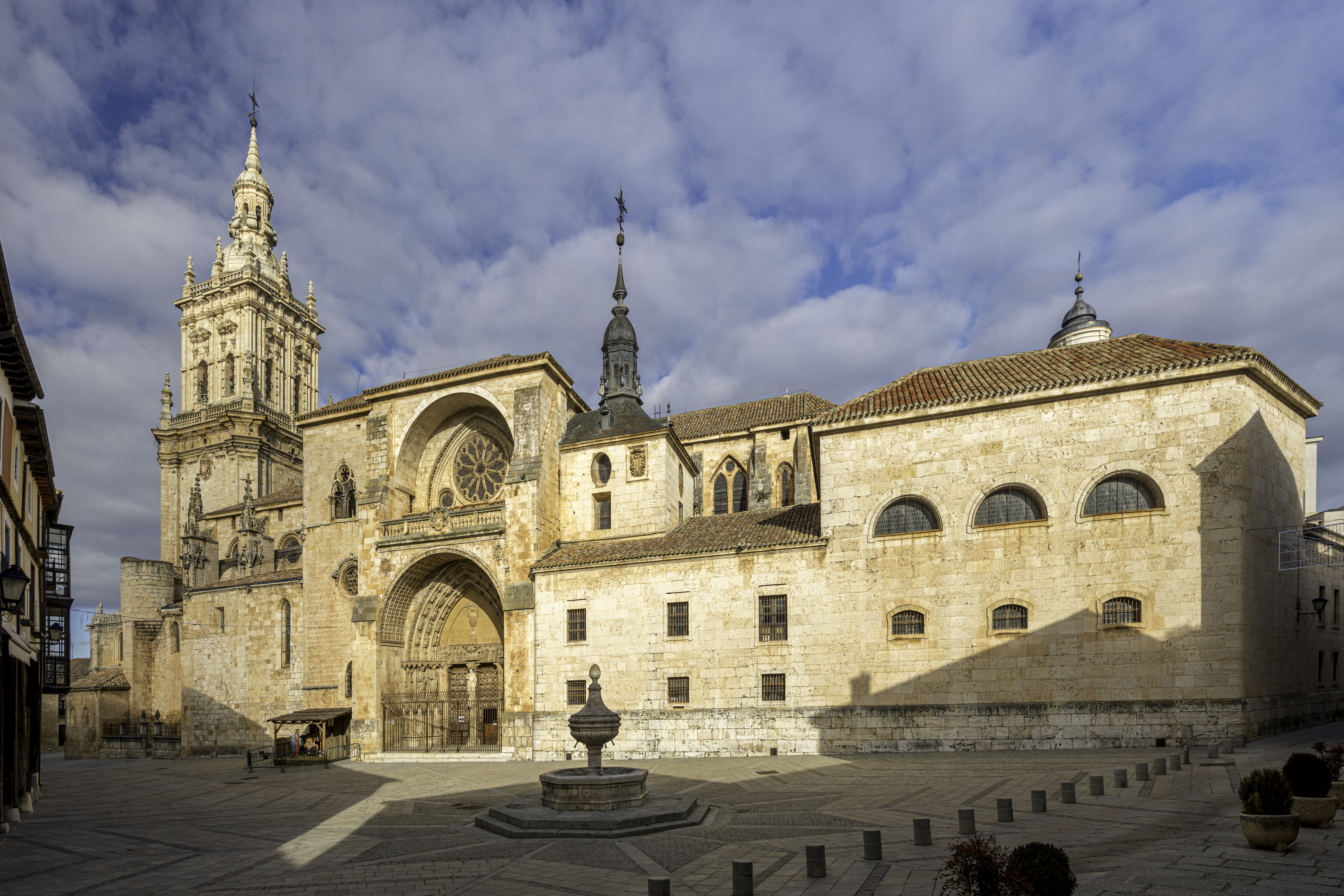
Catedral de la Asunción de la Virgen (El Burgo de Osma).

La provincia de Soria nace, al igual que todas ellas, con la división provincial española de Javier de Burgos de 1833. No obstante, existían en la Corona de Castilla desde finales del siglo XVI unas entidades de carácter meramente fiscal llamadas provincias, carentes de cualquier valor administrativo o jurídico y que convivían con muchas otras estructuras diferentes. Entre ellas había una con sede en la ciudad de Soria. Más tarde, en el siglo XVIII, se crearían las intendencias y por último en el siglo XIX las provincias en el sentido político actual del término.

#### Edad Moderna

La provincia fiscal de Soria en el año 1590 según los votos en las Cortes de Castilla

Comunidades de villa y tierra en la Extremadura castellana.

Durante el siglo XVIII se crean las intendencias, siendo creada una de ellas con sede en la ciudad de Soria. Según indica el censo de Floridablanca, documento censal elaborado en España bajo la dirección del conde del mismo nombre, ministro de Carlos III, entre 1785 y 1787 y es considerado como el primer censo español de población elaborado siguiendo técnicas estadísticas modernas, la Intendencia de Soria queda formada por:
- Barrios de Soria
- Sexmos de la Tierra de Soria: Frentes, San Juan, Arciel, Luvia, Tera
- Partido de Alfaro
- Partido de Ágreda
- Partido de Atienza
- Partido de Almazán
- Partido de Aguilar
- Partido de Berlanga
- Partido del Burgo de Osma
- Partido de Calahorra
- Partido de Calatañazor
- Partido de Caracena
- Partido de Cobeta
- Partido de Enciso
- Partido de Fuentes de Magaña
- Partido de Fuentepinilla
- Partido de Gormaz
- Partido de Jubera
- Partido de Magaña
- Ducado de Medinaceli
- Partido de Monteagudo
- Partido de Osma
- Partido de la Recompensa
- Partido de San Esteban de Gormaz
- Partido de San Pedro Manrique
- Partido de Serón
- Merindad de Solpeña
- Partido de Suellacabras
- Partido de Ucero
- Partido de Yanguas
- Villas Eximidas

#### SigloXIX

Comparativa entre la actual provincia de Soria creada en 1833 y la provincia fiscal de Soria)

A comienzos de siglo XIX, la provincia sufre varios cambios. En 1802, las poblaciones del Partido de Logroño pasan a formar parte de la provincia de Soria, y una nueva reforma de 1812 convierte tres cuartas partes de La Rioja en parte de la provincia soriana. Sin embargo, tras la reforma de Javier de Burgos de 1833, que crea todas las provincias españolas en el sentido político actual del término y entre ellas la actual de Soria, pasa a tener 10 400 km², una merma de 3763 km² si se compara con la provincia en el Antiguo Régimen. Los territorios perdidos principalmente por la provincia de Guadalajara y la provincia de Logroño. El territorio aún incluido en la provincia se constituye en 540 municipios constitucionales divididos en cinco partidos judiciales.
| Partidos judiciales | Pueblos | Vecinos | Almas   |
| ------------------- | ------- | ------- | ------- |
| Ágreda              | 97      | 6095    | 21 763  |
| Almazán             | 104     | 5365    | 20 986  |
| Burgo de Osma       | 123     | 5841    | 22 552  |
| Medinaceli          | 50      | 3393    | 11 793  |
| Soria               | 166     | 9372    | 38 500  |
| Total               | 540     | 30 022  | 115 619 |

La provincia pasa a pertenecer a la región de Castilla la Vieja en 1833, y a ella la adscribían muchos otros planes de organización territorial decimonónicos. El de Patricio de la Escosura de 1847 la unía a la región de Burgos (Junto con Burgos, Santander y Logroño). El intento de organización territorial de Francisco Silvela en 1891, adscribía la provincia de Soria a Aragón (junto con Huesca, Logroño, Teruel y Zaragoza).

#### Actualidad
Más tarde pasó a tener solo tres partidos judiciales: el partido judicial de Almazán, el partido judicial de El Burgo de Osma y el partido judicial de Soria

### Museos

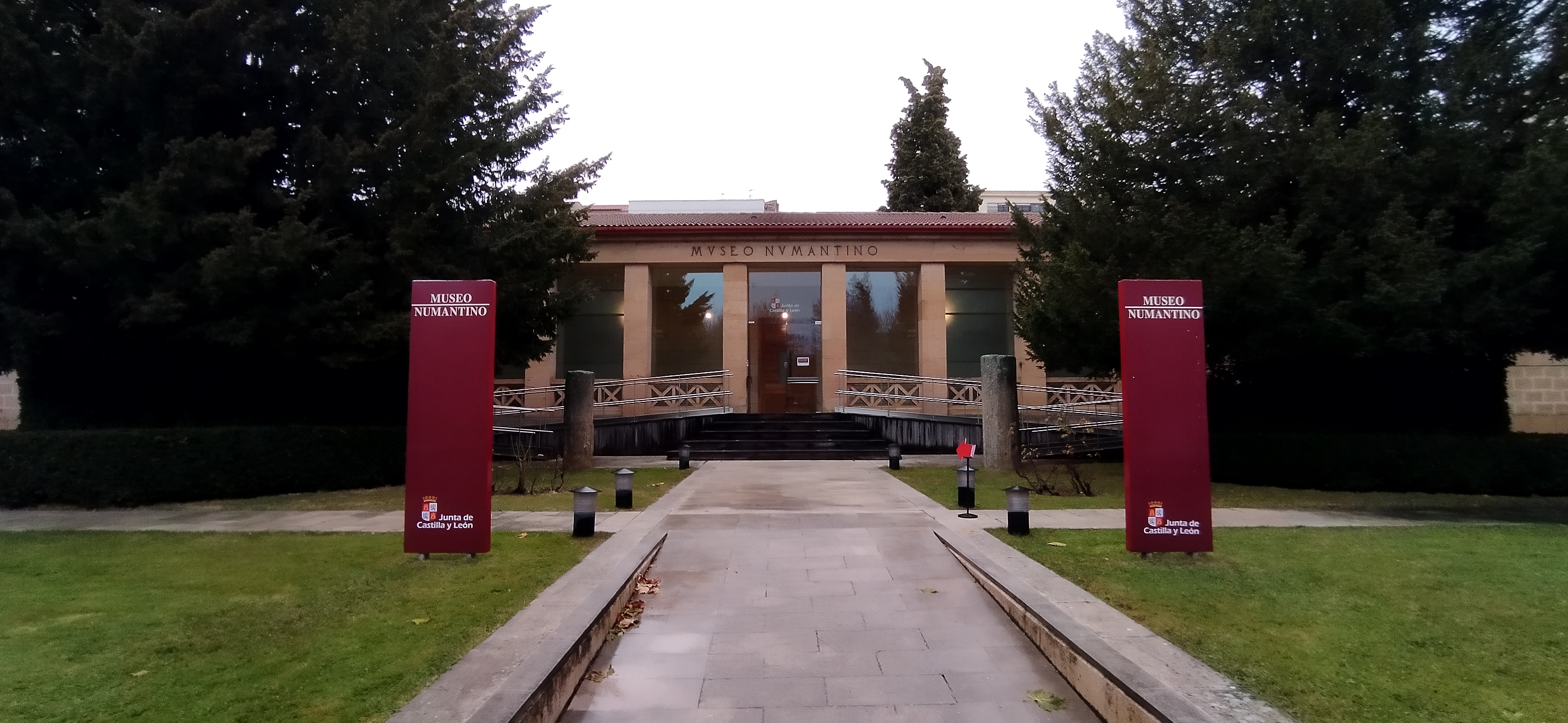
Museo Numantino de Soria.

## Cultura

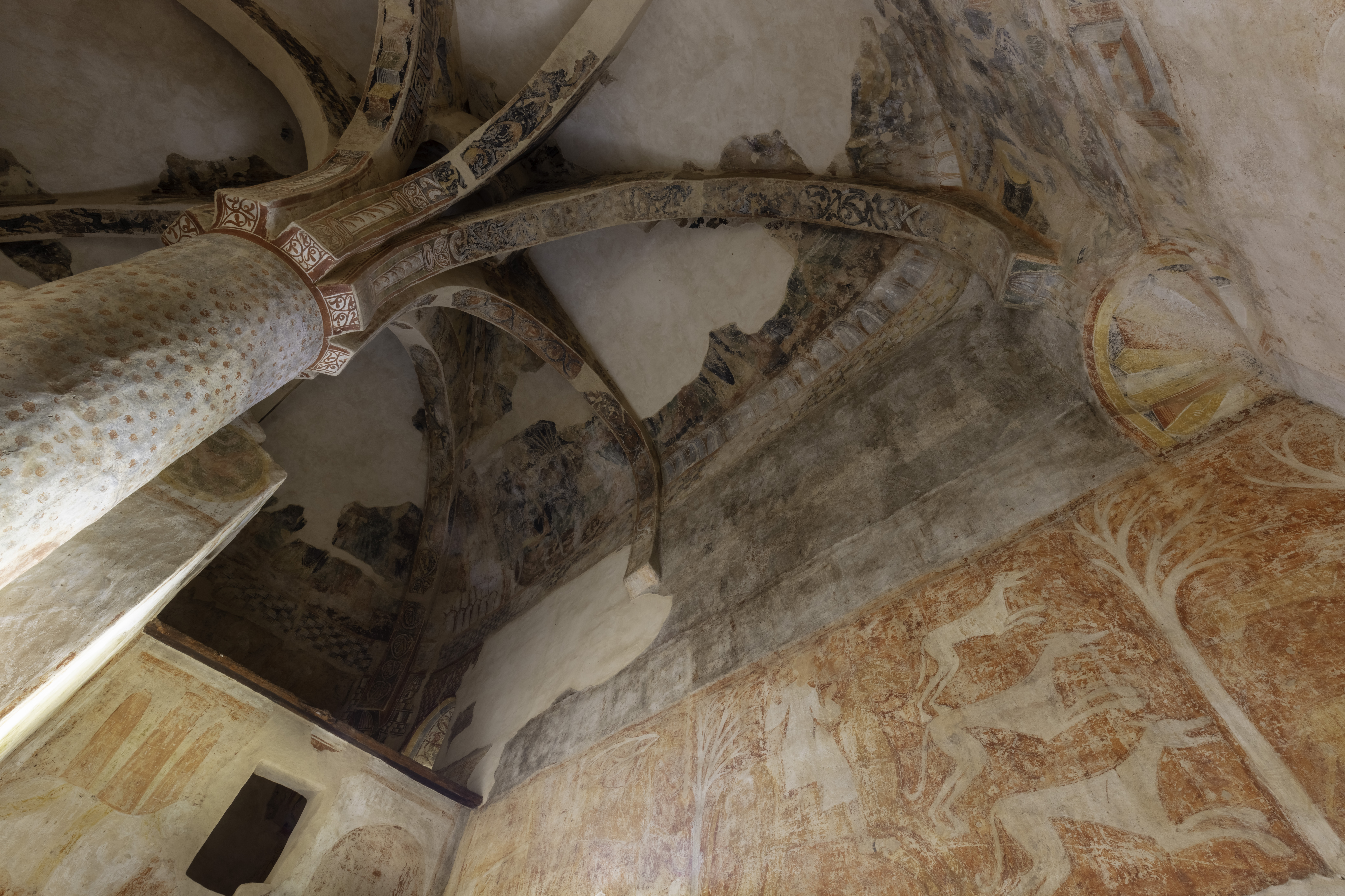
Ermita de San Baudelio de Berlanga.

### Arquitectura

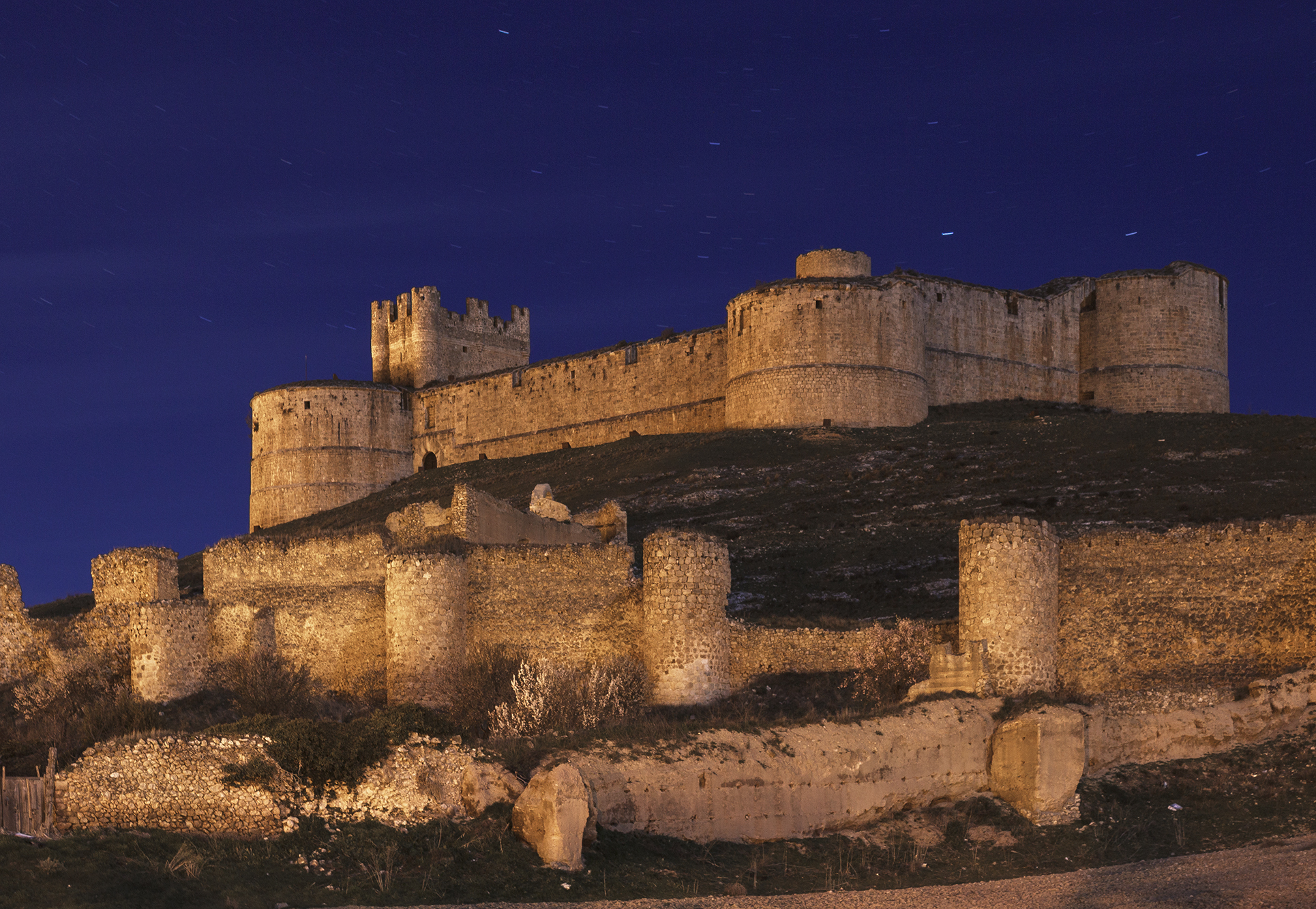
Castillo de Berlanga de Duero.

- Categoría:Palacios de la provincia de Soria
- Categoría:Iglesias de la provincia de Soria
- Castillos de la provincia de Soria

### Rutas
- GR-86, Sendero Ibérico Soriano.
- Camino de Santiago castellano-aragonés
- Camino de Santiago de la Lana
- Camino del Cid
- Ruta de las Icnitas
- Ruta de las Atalayas
- Huellas de Santa Teresa
- Ruta de los Templarios

### Fiestas

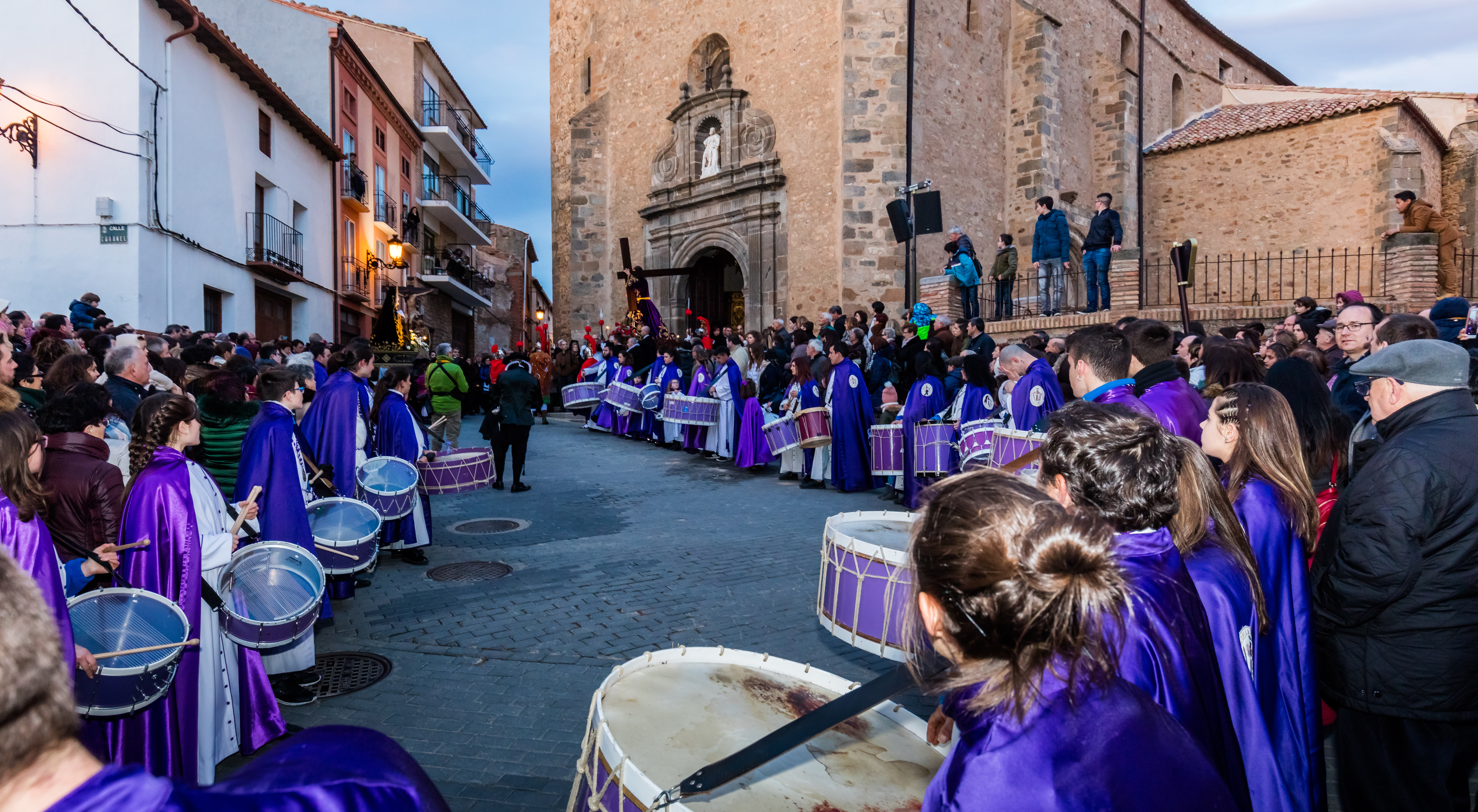
Procesión del Santo Entierro del Viernes Santo, Ágreda.

- Fiestas de San Juan o de la Madre de Dios, declaradas Fiesta de Interés Turístico Regional de Castilla y León.[30]
- Semana Santa Soriana, declarada Fiesta de Interés Turístico Regional de Castilla y León.[31]
- Jornadas de la Matanza, declarada Fiesta de Interés Turístico Regional de Castilla y León.[32][33]
- Semana Santa de El Burgo de Osma, declarada Fiesta de Interés Turístico Regional de Castilla y León.[34]
- Fiestas de San Pascual Bailón y El Zarrón, declarada Fiesta de Interés Turístico Regional de Castilla y León.[35]
- La Bajada de Jesús, declarada Fiesta de Interés Turístico Regional de Castilla y León.[36]
- La Soldadesca de Iruecha, declarada Fiesta de Interés Turístico Regional de Castilla y León.[37]
- Nuestra Señora de la Virgen del Pino y San Roque, declarada Fiesta de Interés Turístico Regional de Castilla y León.[38]
- Paso del Fuego y Fiesta de las Móndidas, declarada Fiesta de Interés Turístico Regional de Castilla y León.[39]
- Viernes Santo en Ágreda, declarada Fiesta de Interés Turístico Regional de Castilla y León.[40]
- Toro Júbilo de Medinaceli, declarada Fiesta de Interés Turístico Regional de Castilla y León.
- Fiestas de San Saturio de Soria.
- Fiestas de Las Candelas y San Blas de San Leonardo de Yagüe.
- Fiestas de Las Móndidas y el Ramo, celebradas en Sarnago, Matasejún y Ventosa de San Pedro.
- Semana Santa en Serón de Nágima.

### Gastronomía
- Yemas de Almazán
- Paciencias de Almazán
- Costrada de Soria

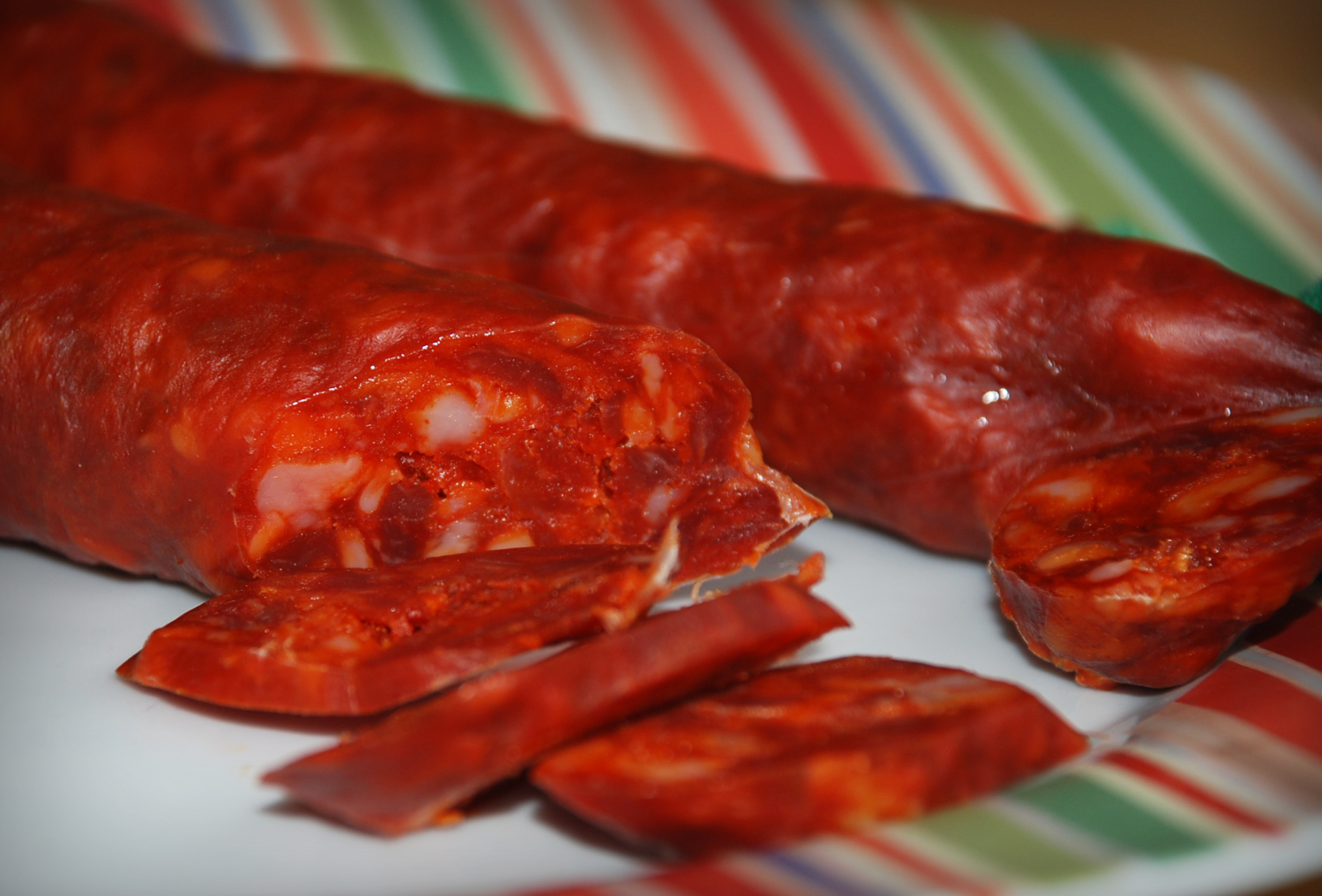
Chorizo picante de la provincia

- Mantequilla de Soria, mantequilla con denominación de origen.
- Torrezno de Soria, con marca de garantía
- Las migas pastoriles
- El chorizo
- La caldereta
- Los asados de cordero y de cochinillo
- El picadillo de chorizo
- La alubia de El Burgo de Osma
- La morcilla salada y la morcilla dulce
- Trufa negra de Soria
- Hongos
- Cardo de Ágreda
- Limonada de vino

La provincia cuenta con una raza de oveja autóctona: la ojalada.